# Хэнкок, Уинфилд Скотт
Уи́нфилд Скотт Хэ́нкок (англ. Winfield Scott Hancock; 14 февраля 1824, Пенсильвания, США — 9 февраля 1886, Губернаторский остров, Манхэттен, Нью-Йорк, Нью-Йорк, США) — американский кадровый военный, выпускник Вест-Пойнта, который принимал участие в Мексиканской войне и был квартирмейстером 6-го пехотного полка. После начала Гражданской войны стал генералом федеральной армии, командовал пехотной бригадой, а в сентябре 1862 года принял командование дивизией на поле боя после гибели генерала Ричардсона. В июне 1863 года возглавил II корпус Потомакской армии. В ходе сражения при Геттисберге принял командование над левым флангом армии и был ранен при отражении атаки Пикетта. Корпус Хэнкока был активно задействован в сражениях Оверлендской кампании и во время осады Питерсберга. После войны он продолжил службу, участвовал в Реконструкции Юга и в войнах на фронтире. Его репутация героя Геттисберга и сторонника прав штатов обеспечила ему выдвижение кандидатом в президенты от Демократической партии. Он был номинирован в 1880 году, однако потерпел поражение от республиканца Джеймса Гарфилда.

## Ранние годы
Уинфилд и его брат-близнец Хилари Бейкер Хэнкок (1824—1908) родились 14 февраля 1824 года в пенсильванском посёлке Монтгомери-Сквер, который находился северо-западнее Филадельфии. Они были сыновьями Бенджамина Франклина Хэнкока (1800—1867) и Элизабет Хоксворт Хэнкок (1801—1879). Уинфилда назвали в честь Уинфилда Скотта, знаменитого американского генерала. Семьи Хэнкок и Хоксворт жили в округе Монтгомери уже долгое время и были потомками выходцев из Англии, Шотландии и Уэльса. Дедом Элизабет Хоксворт был Джон Хоксворт (Hoxworth или Hawkesworth), который поселился в округе Монтгомери в 1728 году. Он женился на некой Дженкинс из соседней фермы, и их сын Эдвард стал отцом Элизабет. Ричард Хэнкок, отец Бенжамина Хэнкока, был моряком, который женился на шотландке Энн-Мэри Нэш и поселился в нескольких милях от фермы Хоксвортов. На момент рождения Уинфилда его отец был школьным учителем. Через несколько лет он переехал с семьёй в окружной центр Норристаун и стал юристом. Бенджамин также служил дьяконом в баптистской церкви и участвовал в муниципальном управлении. Через 6 лет после близнецов в семье родился третий сын — Джон (1829—1912), и все трое росли в Норристауне.
Уинфилд сначала учился в Норристонской академии вместе с братом, но затем перевелся в общественную школу. В 15 лет его удостоили чести зачитать Декларацию независимости на праздновании 4 июля 1839 года. В 1840 году конгрессмен Джозеф Форнанс, юрист и демократ, как и отец Уинфилда, дал ему рекомендацию для поступления в военную академию Вест-Пойнт. Бенджамин Хэнкок сначала не одобрял этот выбор по религиозным соображениям, но друзья и, вероятно, баптистский пастор уговорили его уступить. 31 марта 1840 года Уинфилд Хэнкок подписал своё согласие на поступление в Академию и тем связал свою судьбу с армией США, где прослужил с этого момента и до самой смерти 45 лет.
В июне Хэнкок сдал вступительный экзамен и был отправлен на два месяца в полевой лагерь, а с осени начались занятия. Класс, в который он попал, не стал знаменитым — помимо него, всего двое учащихся этого класса прославились в ходе последующий гражданской войны: Альфред Плезонтон и Александр Хейс. Классом старше учился Уильям Франклин, в будущем близкий друг Хэнкока. Двумя классами старше учились Уильям Роузкранс, Джон Поуп, Лафайет Мак-Лоуз и Джеймс Лонгстрит. Классом младше учились Уильям Смит (так же в будущем друг Хэнкока) и Чарльз Стоун, а двумя классами младше — Джордж Макклеллан и Джордж Пикетт. В учёбе Хэнкок ничем не выделялся; лучшие оценки он получал за рисование, геологию и пехотную тактику. 30 июня 1844 года Хэнкок окончил академию 18-м по успеваемости в своём выпуске. Так как он оказался в нижней трети по успеваемости, ему не дали права выбора рода войск и определили его в пехоту: он получил временное звание второго лейтенанта и был определён в 6-й пехотный полк.
С 1844 по 1845 год Хэнкок служил в форте Тоусон на Индейской территории, а с 1845 по 1847 находился на рекрутской службе. Отношения между белыми и индейцами у форта Тоусон были спокойными, и служба Хэнкока протекала бессобытийно.

## Служба в Мексике
Весной 1846 года началась война с Мексикой, и Хэнкок задумался о том, чтобы попасть в действующую армию. В сентябре ему присвоили постоянное звание второго лейтенанта (задним числом от 18 июня). Начальство считало, что Хэнкок полезнее на рекрутской службе, чем в Мексике, поэтому в начале года он был отправлен в Кентукки для сбора рекрутов для 6-го полка, а в марте был отправлен с рекрутами в Сент-Луис. Оттуда его вернули в Кентукки. 5 мая Уинфилд написал брату, что только что подал заявление о переводе в Мексику, но сомневается, что его утвердят. Он действительно получил отказ, но отправил ещё несколько запросов, и по какой-то причине командование решило пойти навстречу: 31 мая ему было приказано отправиться с рекрутами в расположение 6-го пехотного полка в Мексику. 21 июня Хэнкок покинул Цинциннати, прибыл в Новый Орлеан, а оттуда 13 июля в Веракрус. В это время уже шла Мексиканская кампания Скотта, американская армия наступала на Мехико и конкретно в эти дни стояла в Пуэбле. Уже 14 июля Хэнкок отправился в Пуэблу в составе 2500 человек, которых генерал Франклин Пирс вёл на усиление Скотта. Отряд прибыл в Пуэблу 8 августа, а уже 7 августа Скотт начал марш на Мехико.
6-й пехотный числился в составе дивизии Уильяма Уорта. Дивизия вышла из Пуэблы 9 августа и после трёх дней марша вошла в Мексиканскую долину. 20 августа мексиканцы были разбиты в сражении при Контрерас, а дивизия Уорта в это время блокировала мексиканский гарнизон в Сан-Антонио. Уорт послал 6-й пехотный вместе со всей бригадой Ньюмана Кларка в обход мексиканских позиций, чтобы атаковать отступающего противника. Мексиканцы были обращены в бегство. Преследуя их, 6-й пехотный вышел к неприятельским позициям у Чурубуско. Началось сражение при Чурубуско — первое серьёзное сражение в карьере Хэнкока. Его полк форсировал канал Чурубуско и штыковой атакой взял мексиканские укрепления. Хэнкок получил лёгкое ранение, которое даже не сразу заметил. За бои под Сан-Антонио и Чурубуско ему было присвоено временное звание первого лейтенанта, датированное 20-м августа.

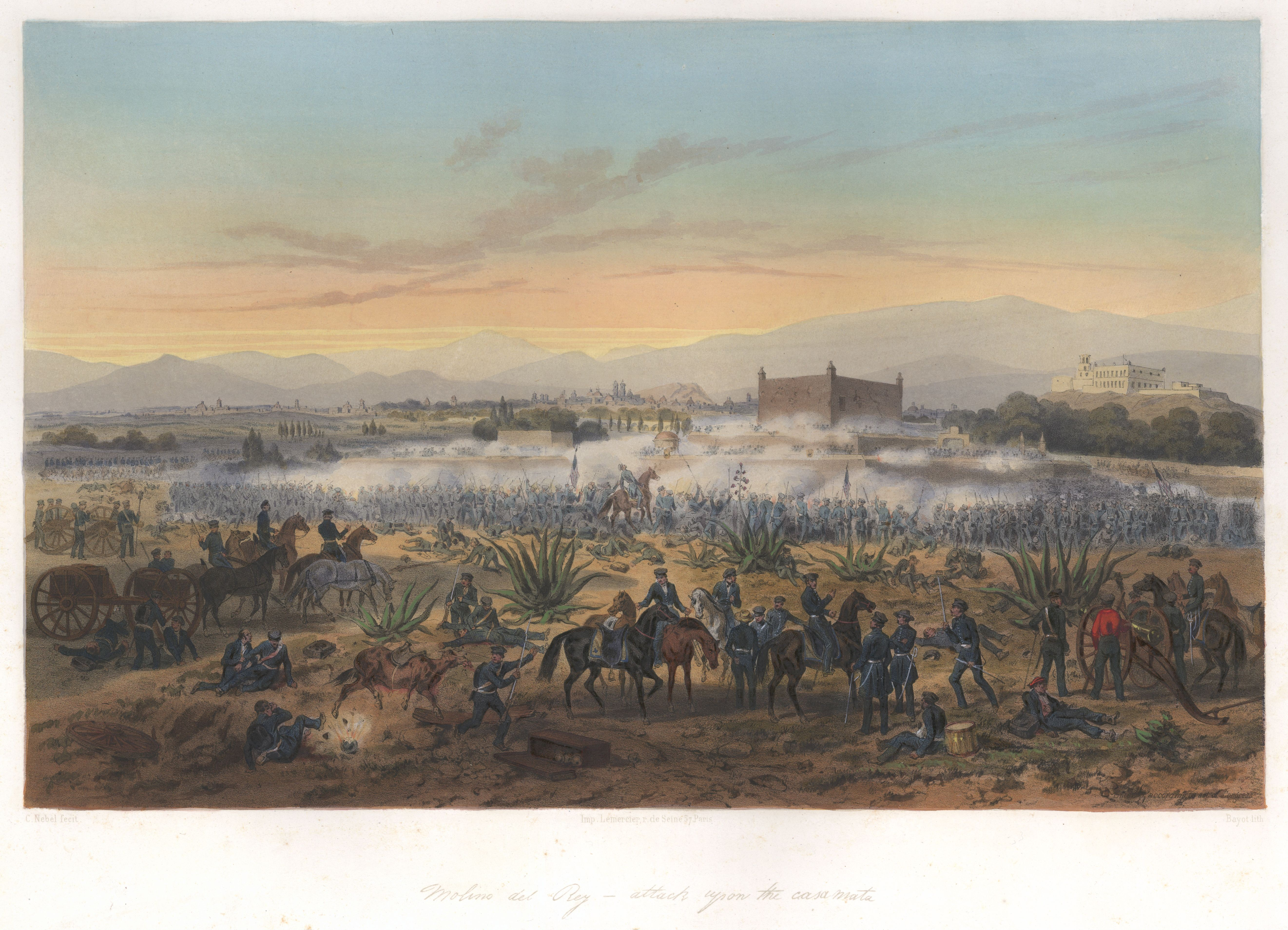
6-й пехотный полк штурмует укрепление Каза-Мата.

За сражением последовало недолгое перемирие, но 7 сентября оно было прекращено и Скотт атаковал позиции противника у «Королевских мельниц» (Молино-дель-Рей). В сражении при Молино-дель-Рей бригада Кларка потеряла треть рядовых и половину офицеров. Хэнкок получил ранение, когда командовал всей своей ротой. Ранение осложнилось лихорадкой, из-за чего Хэнкок не смог участвовать в штурме замка Чапультепек. Его сил хватило только на то, чтобы наблюдать за ходом сражения с крыши соседнего с лагерем дома. Он написал брату, что всегда будет жалеть о том, что не смог участвовать в штурме. Хэнкок вернулся в строй уже через несколько дней, когда американская армия вступала в Мехико. Боевые действия на этом прекратились.
Когда столица Мексики была взята, полк Хэнкока простоял в городе 9 месяцев вплоть до подписания мирного договора в 1848 году. В это время роту Хэнкока возглавил первый лейтенант Льюис Армистед. В полк также прибыл Генри Хет, и Хэнкок близко сошёлся с обоими. «Армистед, Хэнкок и я были дебоширами, — вспоминал потом Хет, — и не бывало ещё дебошей веселее наших». Хета и Хэнкока часто приглашали в гости мексиканские «синьориты», «и всё благодаря Хэнкоку, в которого эти синьориты были влюблены», писал Хет. Вскоре был подписан мирный договор с Мексикой, и армию отправили к Веракрусу. В это время, 30 июня 1848 года, Хэнкок официально стал квартирмейстером полка. Из Веракруса полк был отправлен в Новый Орлеан, оттуда в Сент-Луис, где его раздробили на роты и разбросали по фронтиру.

## Межвоенный период

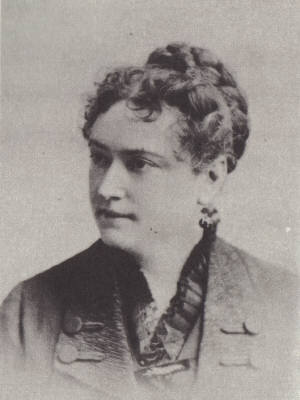
Эльмира Рассел Хэнкок

После войны Хэнкок остался в должности квартирмейстера полка и был направлен в Висконсин в форт Кроуфорд, откуда отправился на восток, сопровождая Генри Хета, здоровье которого сильно пострадало в Мексике. Они прибыли в Нью-Йорк, где 10 мая 1849 года отправились в театр и стали свидетелями Асторского бунта, во время которого были убиты 22 человека. Хэнкок и Хет не пострадали. На следующий день обоих офицеров пригласили на обед в генералу Уинфилду Скотту, после чего Хет отправился в Ричмонд, а Хэнкок вернулся в форт Кроуфорд.
В конце года майор Дон Карлос Бьюэлл, друг Хэнкока по Вест-Пойнту, познакомил его с Эльмирой Расселл (1832—1893), дочерью коммерсанта Сэмюэла Расселла, и уже 24 января 1850 года они обвенчались в доме Расселлов в присутствии преподобного Уильяма Гринлифа Элиота, Бьюэла и Орландо Уилкокса. На свадьбе присутствовал также генерал Уильям Харни с женой. 29 октября 1850 года в семье Хэнкоков родился их первый ребёнок, Расселл (1850—1884). Генри Хет встретил Хэнкока в 1852 году и заметил, что тот сильно изменился — отказался от ночных похождений, стал счастливым семьянином и верным мужем.
Только 5 ноября 1855 года Хэнкок получил звание капитана квартирмейстерской службы, чем был не очень доволен, потому что не любил этот вид деятельности. В феврале 1856 года его с семьёй отправили во Флориду, в форт Миерс. Как раз начиналась Третья Семинольская война, и форт был основной базой американской армии в регионе. Обязанностью Хэнкока было обеспечивать снабжение войск. Условия жизни были тяжёлыми, и Орландо Уилкокс называл дом Хэнкоков «оазисом в пустыне» для всех офицеров. 24 февраля 1857 года у Хэнкоков родилась дочь Ада, которая считается первым ребёнком, родившимся в форте Миерс. Когда ситуация во Флориде наладилась, командование перевело генерала Харни в Канзас в форт Ливенворт, а тот взял с собой Хэнкока. В Канзасе Хэнкок провёл 9 месяцев, в частности занимаясь материальным обеспечением Мормонской экспедиции 1858 года. Тем же летом 6-й пехотный было приказано перевести во Флориду, и Хэнкок отвечал за подготовку марша. 21 августа полк покинул форт Бриджер и 15 ноября прибыл в Беницию в Калифорнии. Так как ожидалась долгая служба в Калифорнии, Хэнкок запросил отпуск, вернулся через Мексику на восток, встретил в Вашингтоне жену и забрал её с собой. Эльмира не очень хотела уезжать в Калифорнию, но подполковник Роберт Ли посоветовал ей последовать за мужем, потому что долгие разлуки обычно плохо сказываются на семейной жизни. Эльмира последовала его совету, и 4 апреля 1859 года вся семья отправилась в Калифорнию через Панаму.
По прибытии в Калифорнию Хэнкок поселился в Лос-Анджелесе и стал главным квартирмейстером Южного дистрикта Калифорнии. Под его управлением оказалась вся федеральная собственность в регионе. Между тем на востоке страны президентом стал Линкольн и начался конфликт между северными и южными штатами, в котором Калифорния в основном поддерживала Юг. 24 апреля 1861 года пришли новости об обстреле форта Самтер. В тот же день командование федеральными войсками в Калифорнии вместо Альберта Джонстона принял Эдвин Самнер. По его приказу все федеральные силы были стянуты к Лос-Анджелесу, а Хэнкоку было поручено обеспечить транспортировку и размещение. Отчасти именно благодаря быстрым мерам Хэнкока правительству удалось удержать Калифорнию под контролем. Сам Хэнкок в этом конфликте встал на сторону Севера; одному из своих друзей он сказал, что он северянин и будет верен своему народу даже в том случае, если этот народ неправ. Он желал служить на востоке и написал запросы о переводе генералу Скотту и губернатору Пенсильвании, и в итоге 3 августа 1861 года ему было приказано отправиться в Вашингтон в распоряжение генерального квартирмейстера.
На прощание офицеры 6-го пехотного, уже покинувшие федеральную службу, устроили вечеринку, где присутствовали Джордж Пикетт, Ричард Гарнетт, Альберт Джонстон и Льюис Армистед. Армистед на прощанье подарил Хэнкоку униформу майора, которая теперь стала ему не нужна.

## Гражданская война
Хэнкок с семьёй покинул Сан-Франциско в конце августа 1861 года, через Панаму приплыл в Нью-Йорк, откуда поездом отбыл в Вашингтон. Его определили квартирмейстером в штаб генерала Роберта Андерсона в Луисвилле, но он стремился к полевой службе. В это время генерал Джордж Маклеллан как раз формировал Потомакскую армию; он знал Хэнкока по Вест-Пойнту и по мексиканской войне, поэтому сразу вызвал его к себе на разговор, и уже через несколько дней, 23 сентября, тому присвоили звание бригадного генерала добровольческой армии и поручили 3-ю бригаду в дивизии Уильяма Смита. В октябре 1861 года она состояла из четырёх полков и двух снайперских рот:
- 43-й Нью-Йоркский пехотный полк, полковник Бенжамин Бейкер
- 47-й Пенсильванский пехотный полк, полковник Тигман Гуд
- 49-й Пенсильванский пехотный полк, полковник Уильям Ирвин
- 5-й Висконсинский пехотный полк, полковник Амаса Кобб
- 1-й Снайперский полк, роты В и Е.

29 ноября 1861 года Джон, младший брат Хэнкока, вступил в 49-й Пенсильванский полк в звании второго лейтенанта.
В феврале 1862 года полки Уинфилда Хэнкока были включены в IV корпус Потомакской армии. 47-й Пенсильванский забрали во Флориду, а вместо него в бригаду ввели 6-й Мэнский пехотный полк. Хэнкок сразу приступил к муштровке своей бригады. Он знал, что на войне жизни многих зависят от быстрого выполнения приказов, поэтому был сторонником жёсткой дисциплины. Вместе с тем он избегал излишней жёсткости, которая была свойственна многим офицерам регулярной армии в начале войны. Одним из его главных средств воздействия на солдат было сквернословие: Хэнкок научился этому у генерала Харни и со временем виртуозно овладел этим искусством. Некоторые его выражения запомнились подчинённым на долгие годы.
Годы службы квартирмейстером научили Хэнкока работать с административной системой: он легко обращался с многочисленными документами и умел наладить систему бумажной работы. Он знал процедуры каждого департамента и все возможные сложности в работе с этими департаментами, легко ориентировался во всех бланках и формах, и по штабным бумагам мог понять состояние подразделения не хуже, чем на официальном смотре. Никто лучше Хэнкока не владел искусством бумажной работы, утверждает его биограф.
Семья Хэнкока в те дни снимала жильё в Вашингтоне, и он изредка находил время для светской жизни. Ему удалось попасть на закрытый приём в Вашингтоне, куда были приглашены только члены правительства и офицеры в ранге не ниже генерал-майора. Для Хэнкоков сделали исключение. Мэри Тодд Линкольн (жена президента) сказала Эльмире, что Расселлы часто принимали Тоддов в Сент-Луисе и теперь ей подвернулся случай совершить ответный жест вежливости.

### Кампания на полуострове
В апреле 1862 года началась Кампания на полуострове: Потомакская армия была по морю переброшена на Вирджинский полуостров к форту Монро, откуда 4 апреля началось наступление на Ричмонд. В первый день кампании IV корпус (которым командовал Эразмус Киз) прошёл около 12 миль, не встречая сопротивления. 5 мая корпус вышел к укреплениям южан на рубеже реки Уорик и остановился перед ними на целый месяц. Бригада Хэнкока этот месяц провела в перестрелках и разведывательных вылазках, и его способности были отмечены командованием, но в то время он ещё ничем не отличался от остальных бригадных командиров. 4 мая южане отступили от Йорктауна к Уильямсбергу, где заняли оборонительную позицию, усиленную фортами. Наступлением на эту позицию командовал генерал Самнер, который послал в атаку дивизию Уильяма Смита. Бригады Смита, наступая в темноте через лес, сразу расстроили ряды, и Хэнкоку пришлось лично участвовать в наведении порядка. Чуть позже Самнер отменил атаку.

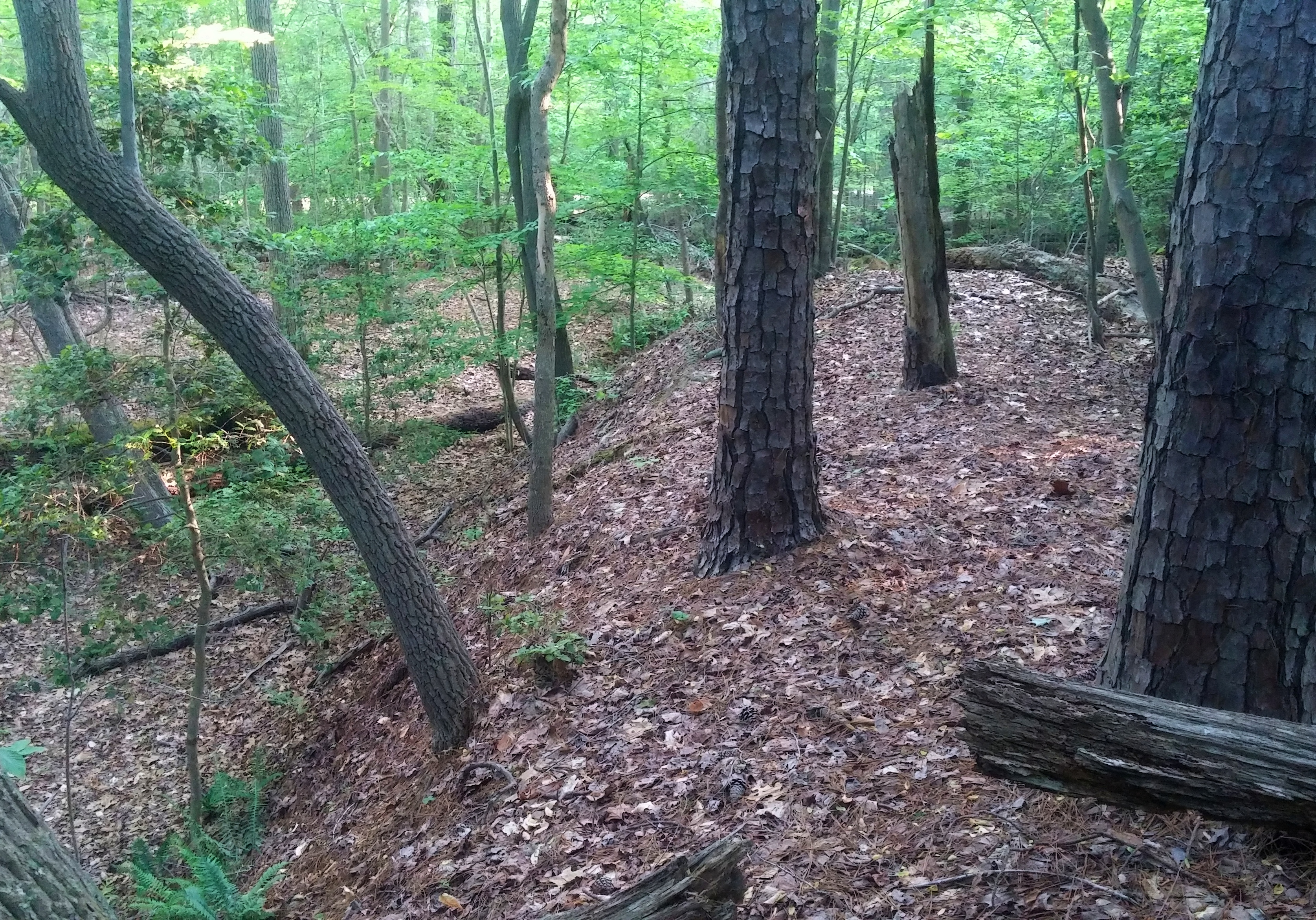
Редут № 12 под Уильямсбергом в 2017 году

Утром 5 мая началось сражение при Уильямсберге. Дивизия Хукера начала наступление на форт Магрудер и некоторое время воевала в одиночку. Командование решило обойти левый фланг противника, и в 11:00 Хэнкоку было приказано взять несколько полков, перейти реку Каб-Дэм-Крик и захватить укрепления на другой её стороне. Хэнкок взял три своих полка и два полка бригады Дэвидсона, сместился на милю вправо и там перешёл Каб-Дэм-Крик по дамбе. Он отправил впереди 5-й Висконсинский полк, который, следуя указаниям лейтенанта Кастера, нашёл не занятый противником редут и захватил его. Впереди обнаружился второй редут (редут № 12), и Хэнкок занял и его тоже. С этой позиции ему было хорошо видно форт Магрудер и всю позицию противника, поэтому Хэнкок решил продолжить наступление. Он заметил впереди ещё два форта и стал дожидаться подкреплений, чтобы атаковать их, но Уильям Смит приказал ему отойти на исходную позицию. Хэнкок сообщил Смиту, что в данной ситуации выгоднее наступать, но Смит настаивал на отходе. Хэнкок отправил курьера лично к Самнеру, но не получил ответа. В 16:20 он сообщил Самнеру, что подождёт его ответа некоторое разумное время, и только в 17:10 решился отступать. В этот момент он увидел наступающую пехоту противника. Так как он не выполнил прямой приказ на отход, то в случае поражения ответственность легла бы полностью на него.

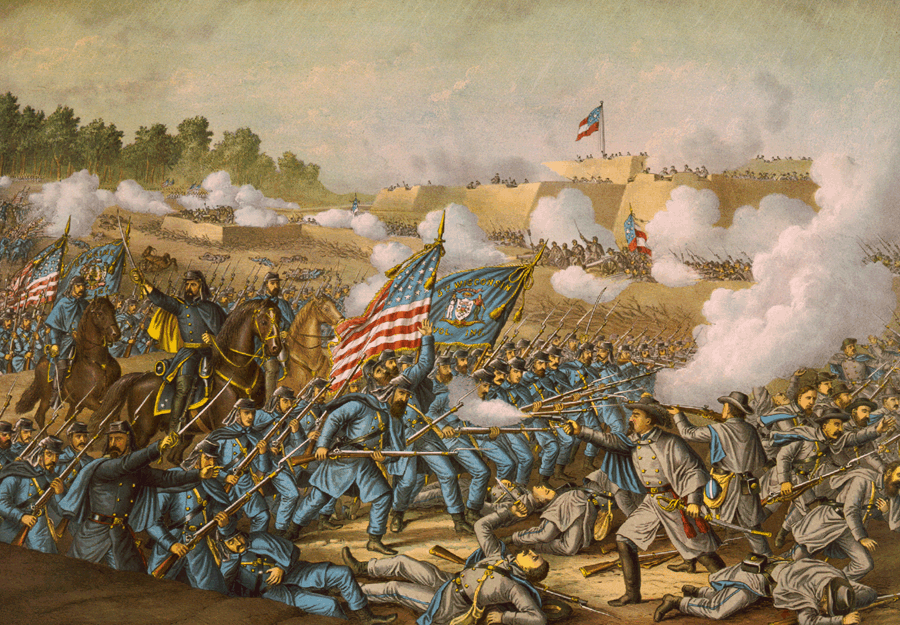
Атака Хэнкока. (Kurz&Allison)

На Хэнкока наступали два вирджинских полка Джубала Эрли и два северокаролинских полка Дэниеля Хилла. Хэнкок отвёл свои части немного назад, имитируя отход, затем приказал полкам развернуться, дать два залпа по противнику, а затем идти в штыковую атаку. Это было трудное поручение для новобранцев, из которых состояли полки Хэнкока, но длительные тренировки дали свой результат, и бригада сумела отбросить противника. В этом бою Эрли потерял 600 человек, а 5-й Северокаролинский полк был почти уничтожен. Хэнкок потерял 126 человек. Его фактическое неподчинение приказу было забыто. 6 мая Макклеллан сообщил жене, что «Хэнкок был вчера великолепен» (Hanckok was superb yesterday). Эта фраза попала в газеты, и к Хэнкоку приклеилось прозвище «Великолепный».
Генерал Уильям Смит в рапорте отметил блестящий план боя, его прекрасную реализацию, грамотное сочетание обороны с нападением, упорство рядовых и однозначность одержанной победы. В том же духе высказывались генералы Киз и Макклеллан. Но, несмотря на реальные заслуги Хэнкока, само сражение было всего лишь плохо организованной арьергардной стычкой, и афишируя успехи Хэнкока, командование стремилось скрыть от общественности собственные просчёты. Соответственно, в армии начались разговоры о том, что Хэнкоку уделяют слишком много внимания и что из рапорта Макклеллана следует, что кроме Хэнкока в сражении никто не участвовал.
18 мая армия была переформирована, и дивизия Смита перешла в VI корпус, которым командовал Уильям Франклин, друг Хэнкока по Вест-Пойнту. Корпус не участвовал в сражении при Севен-Пайнс 31 мая — 1 июня, а также в первых сражениях Семидневной битвы. 27 июня к северу от реки Чикахомини началось сражение при Гэинс-Милл; одновременно началась перестрелка к югу от Чикахомини, у позиций дивизии Смита. Здесь начала наступать бригада Джорджа Андерсона, который сразу оценил силу укреплений противника и отозвал атаку, но соседняя бригада Роберта Тумбса продолжила наступать и атаковала позиции Хэнкока. Эта атака была легко отбита с существенными потерями для южан. На следующий день Тумбс снова атаковал позиции Хэнкока и снова был отбит, потеряв 150 человек, в том числе двух полковников.
В ночь на 30 июня Потомакская армия начала отступать к реке Джеймс, а корпус Франклина шёл в арьергарде. В 3 часа ночи он перешёл болото Уайт-Оак-Свемп и занял позиции на южном краю болота. Днём к болоту вышла дивизия Томаса Джексона, но Джексон не стал атаковать, а ограничился артиллерийским обстрелом позиций противника. 1 июля Потомакская армия отошла на позицию у Малверн-Хилл, но корпус Франклина занял крайний правый фланг позиции и не участвовал в сражении в тот день. После сражения армия отступила к Харрисон-Лендинг, где простояла полтора месяца, а затем кампания была свёрнута. Хэнкок оказался среди тех немногих офицеров, что заработали себе хорошую репутацию в ходе кампании. Он сражался немного, и его бригада потеряла всего 200 человек, но в той кампании было мало побед, поэтому немногочисленные успехи Хэнкока обращали на себя внимание.

### Мерилендская кампания
3 августа генерал Макклеллан получил приказ вернуть армию с Вирджинского полуострова в Вашингтон, поэтому 16 августа корпус Франклина покинул лагерь в Харрисон-Лендинг, прошёл через полуостров и 21 августа прибыл в Ньюпорт-Ньюс. В тот же день корпус погрузился на транспорты и был отправлен в Аквила-Крик, но в этом порту уже выгружались корпуса Бернсайда и Портера, поэтому VI корпус был отправлен в Александрию. В это время федеральная Вирджинская армия вела бои с Северовирджинской армией генерала Ли на рубеже реки Раппаханок, и её главнокомандующий, генерал Джон Поуп, запрашивал подкреплений, но Макклеллан не был заинтересован в спасении Поупа. 27 августа к Хэнкоку лично прибыл полковник Хаупт с бумагой от Генри Халлека; Хаупту было поручено переправить эшелон с припасами для Вирджинской армии, и он искал эскорт. Макклеллан не стал ему содействовать, но Хэнкок согласился помочь и отправил с ним 2-й Нью-Джерсийский пехотный полк.
В первых числах сентября Северовирджинская армия перешла Потомак и начала Мерилендскую кампанию. Макклеллан двинул Потомакскую армию на запад по трём дорогам. 13 сентября он узнал, что противник занял позицию в ущельях Южных гор и что часть его дивизий находится под Харперс-Ферри, что позволяет разгромить его по частям. В 18:20 корпусу Франклина было приказано выйти к ущелью Крэмптона, самому южному из трёх ущелий, и деблокировать Харперс-Ферри. Ущелье находилось всего в 12 милях от позиций Франклина и было никем не защищено в тот вечер, но Франклин начал марш только 14 сентября и вышел к ущелью в полдень. Дивизия Слокама атаковала и захватила ущелье, после чего Франклин не стал ничего предпринимать. На следующее утро дивизия Смита перешла Южные горы и направилась к Харперс-Ферри, но в это самое время гарнизон города сдался Томасу Джексону. Франклин остановил наступление и остался на своей позиции до утра 17 сентября.

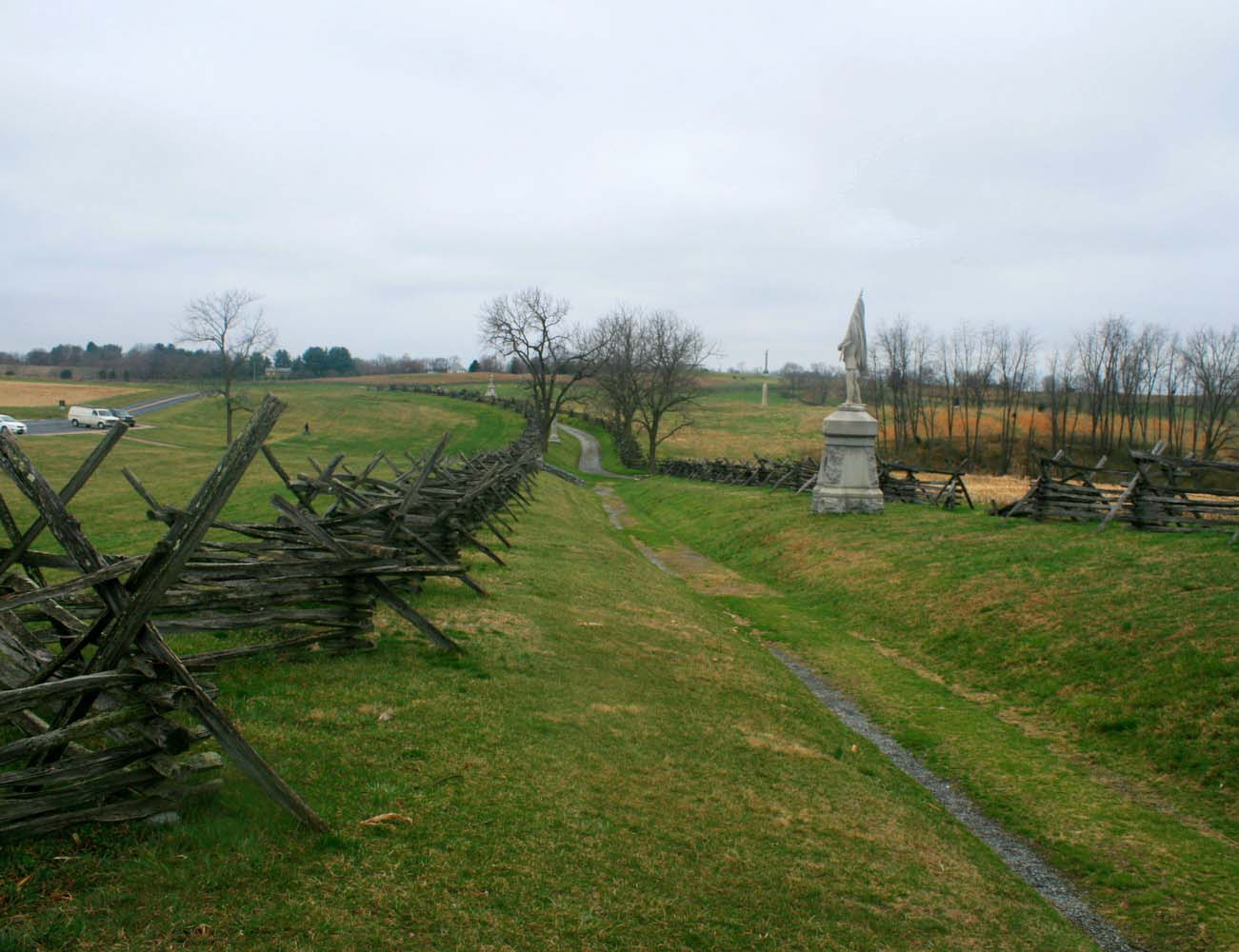
Дорога Санкен-Роуд, на которой стояла дивизия Хэнкока с 17 на 18 сентября 1862

17 сентября началось сражение при Энтитеме. Макклеллан атаковал противника I и XII корпусами с севера, а затем II корпусом генерала Самнера в центре. Корпус Франклина прибыл на поле боя около 10:00, когда уже начиналась атака Самнера. Дивизии Френча и Ричардсона наступали на позицию южан вдоль дороги Санкен-Роуд, а за ними стояла артиллерия без прикрытия. Дивизии Смита было приказано обеспечить охрану орудий, и он поручил это Хэнкоку. В это время дивизионный генерал Ричардсон получил смертельное ранение, и Макклеллан приказал Хэнкоку принять командование дивизией. Когда в 15:00 Хэнкок прибыл к дивизии, она занимала позицию вдоль дороги Санкен-Роуд, которая была только что захвачена. На тот момент дивизия была истощена двумя кампаниями, и её численность составляла всего 2100 человек. Она состояла из бригад генерала Колдуэлла, генерала Мигера и полковника Брука. Хэнкок сразу навёл порядок в рядах, подвёл артиллерию и сумел отбить атаку небольшого отряда противника. На следующее утро утро армии всё ещё стояли на своих позициях, но Макклеллан приказал не возобновлять боевых действий и ждать подкреплений. В ночь на 19 сентября Ли отвёл армию за Потомак.
Макклеллан продержал армию в Шарпсберге месяц и только 16 октября приказал провести две рекогносцировки: дивизия Хэмфриса перешла Потомак у Шефердстауна, а дивизия Хэнкока вошла в Харперс-Ферри и захватила Чарльзтаун. Здесь Макклеллан лично явился в расположение дивизии Хэнкока. Убедившись, что противник не покинул долину Шенандоа, он приказал обеим дивизиям вернуться за Потомак. Лишь 26 октября армия начала общее наступление и за 8 дней перешла Потомак. Дивизия Хэнкока заняла ущелье Сникерс-Гэп в горах Блу-Ридж. Армия дошла до Уоррентона, где в начале ноября Макклеллан был отстранён от командования. Хэнкок испытывал смешанные чувства по этому поводу; Макклеллан был его другом и сделал его бригадным и дивизионным командиром, а Хэнкок был всегда лоялен к своим друзьям. Он написал жене, что армия недовольна заменой и считает отставку Макклеллана несправедливой. Но он считал бесполезным сопротивляться этому решению и говорил друзьям, что они служат лишь своей стране.

### Фредериксбергская кампания

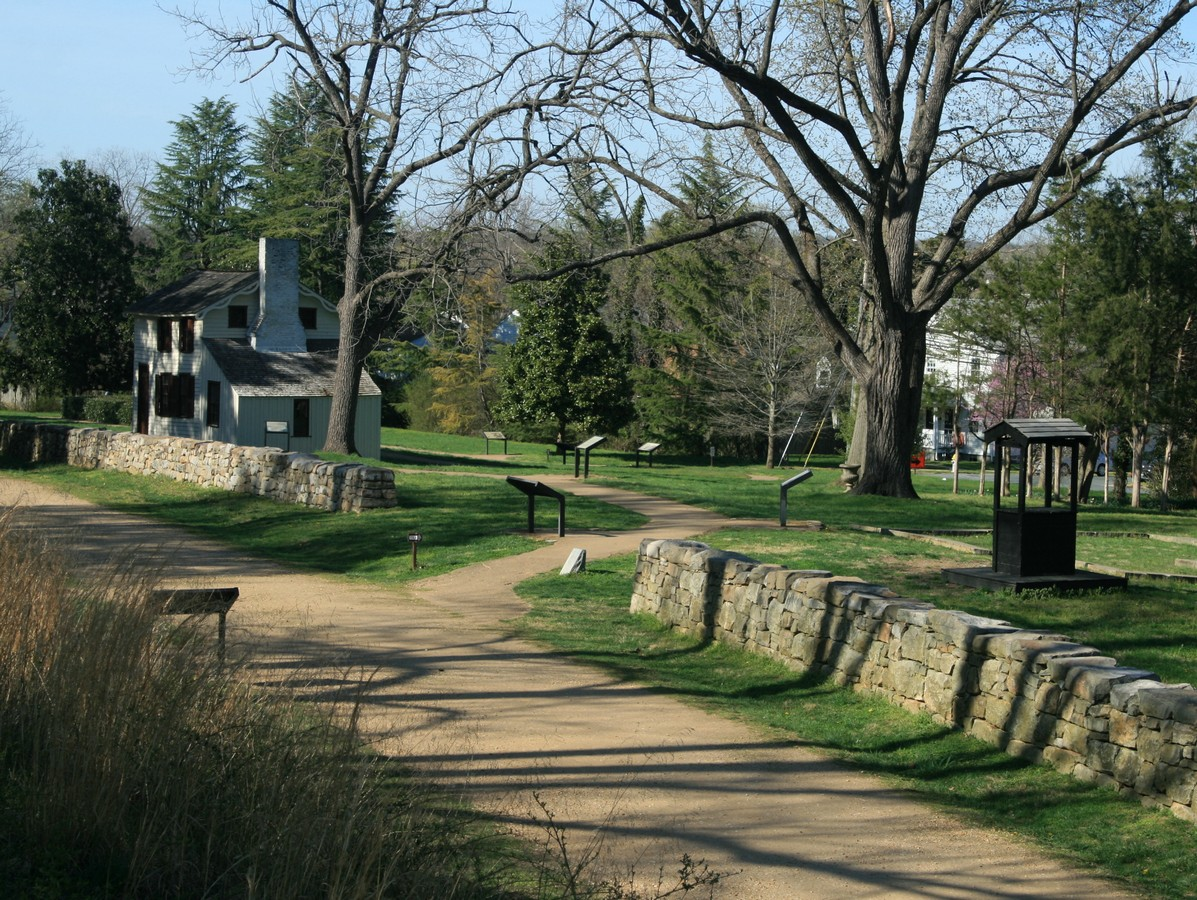
Каменная стена у подножия высот Мари

После отставки Макклеллана командование армией принял Эмброуз Бернсайд, который свёл корпуса в три «гранд-дивизии». Генерал Самнер стал командиром Правой гранд-дивизии, а его II корпус возглавил генерал-майор Дариус Кауч. Бернсайд разработал план наступления через Фредериксберг, и 14 ноября его армия начала марш. Первой выступила гранд-дивизия Самнера, а дивизия Хэнкока шла в авангарде. Двигаясь ускоренным маршем, дивизия уже 17 ноября вышла к реке Раппаханок, но понтоны для переправы не были доставлены вовремя. Самнер был готов переправиться без них, но Бернсайд запретил ему. Армия остановилась в ожидании средств переправы, и это ожидание затянулось до декабря. 29 ноября 1862 года Хэнкок получил звание генерал-майора добровольческой армии, а 30 ноября ему было присвоено звание майора регулярной армии.
Между тем Бернсайд решил провести фронтальную атаку позиций противника за рекой. Ночью 9 декабря Самнер изложил план атаки своим офицерам, которые в большинстве своём выразили недовольство этим планом. Бернсайд вызвал офицеров к себе в штаб и провёл с ними разговор, при этом Хэнкок прямо заявил, что будет крайне сложно взять высоты за рекой. 12 декабря дивизия перешла реку. 13 декабря началось сражение при Фредериксберге: корпус Кауча пошёл в наступление первым, при этом его командир поставил в первой линии дивизию Френча, а во второй, с дистанцией в 200 метров, дивизию Хэнкока. Атака началась в 11:00. Дивизия Френча сразу попала под огонь батарей, стоящих на высотах Мари, а затем под винтовочный огонь бригады противника, которая заняла позицию за каменной стеной у подножия высот. Френчу удалось подойти к стене на 40 или 50 метров, но его атака была отбита. Тогда Хэнкок послал в атаку бригаду Зука — та приблизилась к стене на 100 метров, после чего залегла. Зук потерял 527 человек из 1532. После этого в атаку пошла ирландская бригада Томаса Мигера, которая подошла к стене на 40 метров, а 69-й Нью-Йоркский полк прорвался на расстояние 25 метров, но и Мар отступил, потеряв 545 человек из 1200. Третьей пошла в атаку бригада Колдуэлла, которая потеряла 950 человек, и среди них раненым самого Колдуэлла. Всего дивизия Хэнкока потеряла более 2000 человек из 5000, среди них 156 офицеров.
15 декабря армия отступила за Раппаханок, Хэнкок взял отпуск и отправился к семье в Сент-Луис. Из-за отпуска он пропустил конфликт между Бернсайдом и его генералами, а также «Грязевой марш», в ходе которого его дивизией командовал Самуэль Зук.

### Чанселорсвиллская кампания

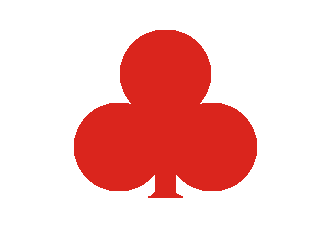
Нашивка дивизии Хэнкока

Весной командиром армии стал Джозеф Хукер, который навёл в ней порядок и, в частности, разработал систему символов-нашивок для корпусов и дивизий. II корпус получил символ в виде трилистника, а 1-я дивизия — нашивки в виде красного трилистника. 27 апреля 1863 года Хукер начал наступление: XI, XII и V корпуса перешли Раппаханок и Рапидан, вышли во фланг армии противника и 30 апреля остановились у Чанселорсвиллского плато. 28 апреля Кауч отправил дивизии Хэнкока и Фрэнча через Раппаханок по переправе Юнайтед-Стейтс-Форд, и они так же вышли к Чанселорсвиллу. 1 мая армия продолжила наступление по трём дорогам. В центре наступала дивизия Сайкса, а дивизии Хэнкока было приказано следовать за ней. Около 11:00 Сайкс вступил в перестрелку с дивизией Лафайета Маклоуза — началось сражение при Чанселорсвилле.
Хэнкок привёл свою дивизию (5900 человек) на соединение с дивизией Сайкса, но в это время пришёл приказ всем частям отступить в укрепления на Чанселорсвиллском плато. И Кауч, и Хэнкок сочли приказ ошибочным, но подчинились и отвели дивизии. В итоге Хэнкок развернул свою дивизию на краю плато около дома Чанселлора фронтом на восток, слева от дивизии Сайкса. Два полка Нельсона Майлза развернулись перед фронтом в стрелковую цепь. Южане дивизии Генри Хета несколько раз атаковали эту позицию, но были отбиты Майлзом. 2 мая Сайкса отвели в тыл, правее Хэнкока встала дивизия Гири, а левее дивизия Френча. Весь день южане проводили небольшие диверсии с фронта, но Майлз держал позицию. В 17:00 Томас Джексон атаковал и разбил XI корпус армии, но на фронте Кауча ничего серьёзного не произошло. 3 мая южане атаковали с запада, отбросили корпус Сиклса и дивизию Гири, а с востока генерал Маклоз атаковал позиции Хэнкока, но безрезультатно. Федеральные дивизии стали отходить с плато на север, и вскоре на плато осталась только дивизия Хэнкока. Хэнкок держал две бригады (Зука и Брука) фронтом на восток, а две (Махера и Колдуэлла) развернул фронтом на запад; таким образом, образовался коридор, по которому отошли в тыл остатки корпуса Сиклса и дивизии Гири. На своей позиции Хукер сумел собрать около 16 орудий. Дивизия оказалась под огнём с трёх сторон. Приказ отступать поступил только в 10:00. Хэнкок свернул и отправил в тыл батареи, а за ними ушла пехота. В этой фазе сражения его дивизия сдерживала наступление всей армии противника, хотя эта армия и была уже сильно измотана сражением.
Впоследствии, давая показания комитету по расследованию ведения войны, Хэнкок сказал, что сражение, по его мнению, было проиграно потому, что армия остановилась у Чанселорсвилла. Надо было сразу же продолжать наступление на восток, выйти флангом к переправе Бэнкс-Форд и соединиться с корпусом Седжвика. В этом случае, утверждал Хэнкок, все манёвры увенчались бы успехом.
После сражения генерал Дариус Кауч потерял веру в Хукера как в командира и 22 мая покинул II корпус. Хэнкок был самым очевидным кандидатом на его место. Он считался лучшим дивизионным командиром в корпусе и лучшим командиром во сей армии. Вся армия понимала, что это логичное и заслуженное повышение. Место командира 1-й дивизии занял Джон Колдуэлл, 2-ю дивизию всё так же возглавлял Джон Гиббон, а 3-ю Уильям Френч. На своём месте остался и начальник штаба корпуса, подполковник Чарльз Морган.

### Геттисбергская кампания
В середине июня 1863 года командованию стало известно, что вся Северовирджинская армия ушла в долину Шенандоа, поэтому Потомакской армии было приказано сменить дислокацию. В ночь на 14 июня корпус Хэнкока свернул лагерь в Фалмуте и проследовал через Аквила-Крик и Дамфрис в Сентервилл. Оттуда он 31 июня переместился к ущелью Торуфеир-Гэп. 25 июня пришёл приказ начать марш на Гейнсвилл и далее к реке Потомак. Когда корпус подошёл к селению Хаймаркет, он оказался на пути кавалерии Джеба Стюарта, который в то утро начал свой рейд через тыл Потомакской армии. Стюарт дал по корпусу несколько орудийных залпов и отступил, потеряв тем самым целый день своего времени. Не обращая внимания на Стюарта, корпус прибыл в Гам-Спрингс, где к нему присоединились несколько нью-йоркских полков, попавших в плен в Харперс-Ферри и освобождённых по обмену. Полками командовал Александр Хейс. Так как генерал Френч 24 июня покинул дивизию и возглавил гарнизон Харперс-Ферри, Хэнкок передал его дивизию Хейсу (а нью-йоркские полки — Джорджу Уилларду). В тот же день в распоряжение Хэнкока прибыл бригадный генерал Александр Уэбб, и командующий корпусом поручил ему Филадельфийскую бригаду.
26 июня корпус Хэнкока перешёл Потомак и 28 июня подошёл к Фредерику. В этот день главнокомандующий Хукер был смещён и его место занял Джордж Мид. 29 июня в 8 утра корпус начал марш на север и к 10 вечера прошёл более 30 миль, что считается самым длинным однодневным переходом той войны. Корпус прибыл в Юнионтаун и простоял там весь день 30 июня, дожидаясь подхода V корпуса. Утром 1 июля корпус Хэнкока переместился в Тенейтаун и встал лагерем в 11 утра. Хэнкок посетил штаб Мида, вернулся оттуда в свой штаб, а в 12:30 неожиданно получил приказ идти на север и прикрыть фланг корпуса Рейнольдса. Почти сразу же в его палатку явились лично Мид и начальник штаба, Баттерфилд. Они сообщили, что корпуса Рейнольдса и Ховарда ввязались в бой под Геттисбергом и что Рейнольдс убит. У Мида не было в Геттисберге своего надёжного человека, поэтому он приказал Хэнкоку идти в Геттисберг и принять командование на поле боя. Официальный приказ был составлен тут же в 13:10. Хэнкок заметил, что генералы Ховард и Сиклс старше его по званию, но Мид ответил, что уполномочен военным секретарём назначать командиров без учёта старшинства. Хэнкок усомнился в том, что этот метод сработает, но подчинился и в 13:30 отбыл со штабом в Геттисберг.

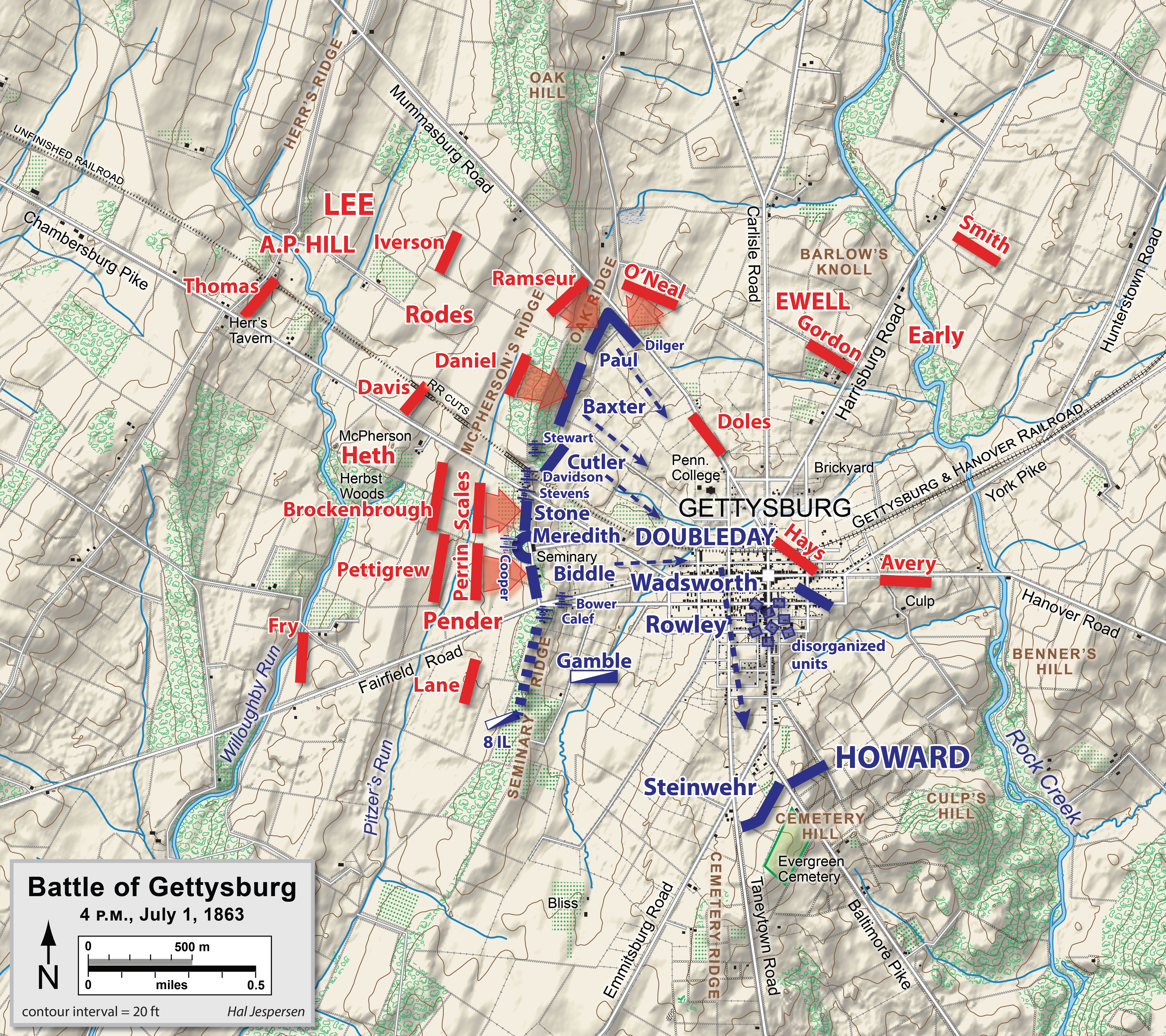
Положение сторон под Геттисбергом на момент прибытия Хэнкока.

Хэнкок прибыл в Геттисберг предположительно в 15:30, в тот момент, когда фронт армии начал рушиться и первые беглецы стали отходить к Кладбищенскому холму. На Кладбищенском холме Хэнкок встретил генерала Ховарда. Существуют различные версии их встречи; сам Хэнкок писал, что встретил Ховарда, уведомил его, что принимает командование, и тот согласился с этим решением. Ховард излагал события иначе: он писал, что предложил Хэнкоку возглавить левый фланг, а сам возглавил правый, и Хэнкок не возражал. В 1864 году Ховард настаивал на том, что командовал армией до 19:00, когда сдал командование Слокаму. Ещё позже в мемуарах он утверждал, что ничего не знал о назначении Хэнкока до 19:00. Один из адъютантов вспоминал, что Ховард отказался передать командование. По версии Эбнера Даблдея, Ховард не сдал командование, но попросил Хэнкока помочь навести порядок в войсках.
Генерал Шурц с чужих слов упоминает следующий диалог между Ховардом и Хэнкоком:
— Хорошо, генерал Ховард, я буду вторым по старшинству, но генерал Мид также приказал мне выбрать место для сражения за Пайп-Крик, — затем он окинул взглядом местность от Калпс-Хилл до Раунд-Топ и продолжил, — но я думаю, что это сильнейшая позиция из всех, что я видел, так что с вашего согласия я выбираю её для поля боя.
— Я думаю, это очень сильная позиция, генерал Хэнкок, очень сильная позиция.
— Прекрасно, сэр, я выбираю её для сражения.
Из дальнейших событий видно, что Хэнкок всё же принял командование: он отправил дивизию Уодсворта занять высоту Калпс-Хилл на правом фланге, а когда прибыла дивизия Гири, отправил её прикрыть левый фланг, хотя формально не имел права командовать частями XII корпуса. Джон Бьюфорд писал, что Хэнкок моментально привёл армию в превосходное (superb) положение для отражение возможной атаки. Хэнкок отправил Миду сообщение, что будет держаться до темноты, а тот пусть решит, отступать или держать позицию, хотя позиция неплоха. В 17:25 он отправил второе сообщение, где писал, что позиция сильна с фронта, но её можно легко обойти с фланга, что сражение затихает и до утра опасаться нечего, что он может отступить, хотя позиция не так уж и невыгодна. В 18:00 Хэнкок сдал командование генералу Генри Слокаму, вернулся в Тенитаун, описал Миду ситуацию, поспал несколько часов, а в полночь отправился в Геттисберг, чтобы командовать своим корпусом.

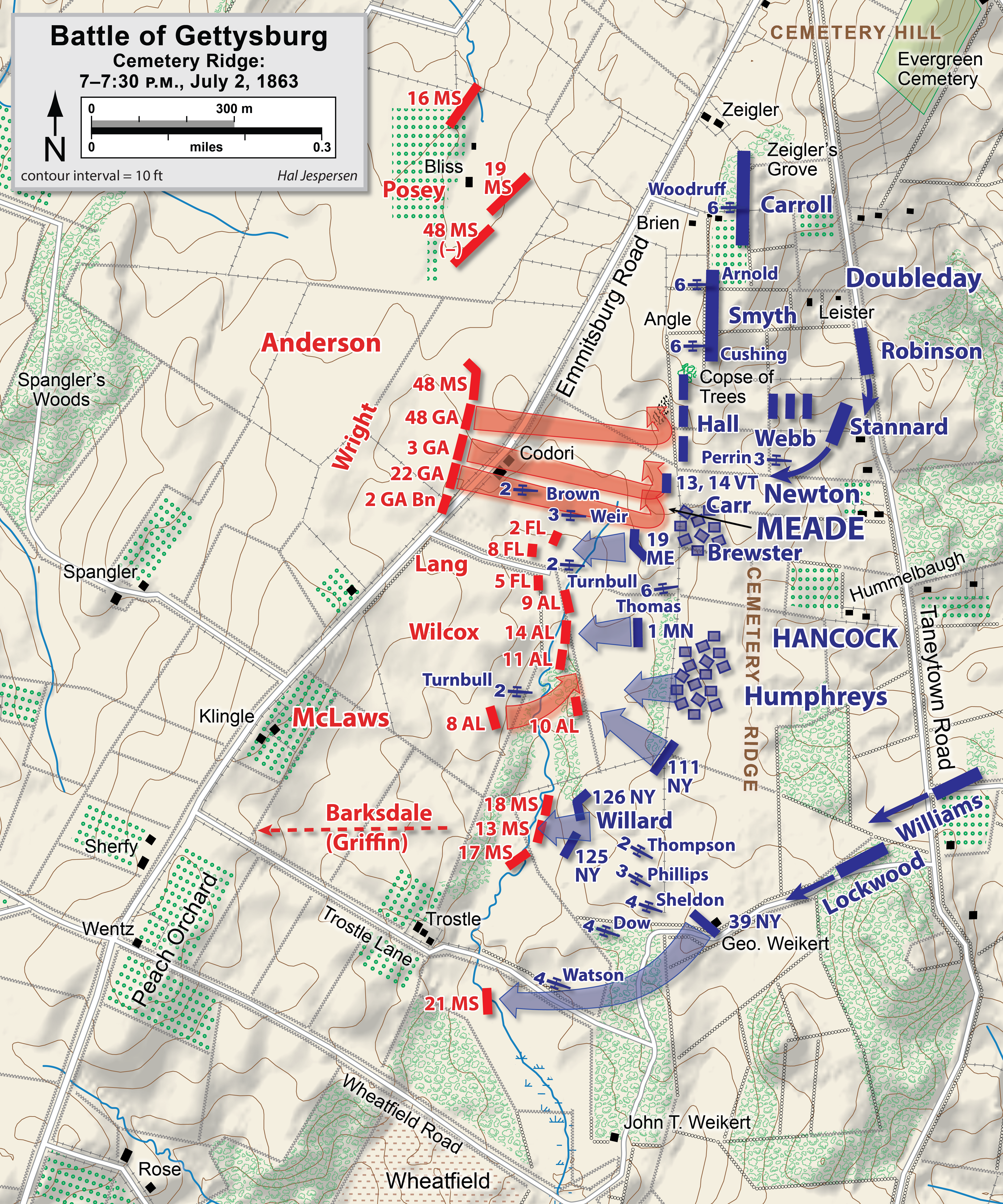
Бои на фронте Хэнкока 2 июля

Утром 2 июля Хэнкок привёл II корпус на позицию и разместил его на Кладбищенском хребте левее XI корпуса. Слева от него встал III корпус генерала Сиклса. Но Сиклсу не понравилась его позиция, поэтому в 14:00 он передвинул корпус вперёд, не уведомив Мида и Хэнкока. Хэнкок и Гиббон с недоумением наблюдали за этим перемещением. «Мы не могли предположить, что бы это значило, — вспоминал потом генерал Гиббон, — мы не слышали никакого приказа о наступлении и не понимали, для чего нужен этот разрыв в нашей линии». По воспоминаниям одного свидетеля, Хэнкок и Гиббон воскликнули: «Какого чёрта Сиклс это делает?!». Мид не успел ничего исправить, как в 16:00 Сиклс попал под атаку корпуса Лонгстрита и стал отходить. Мид приказал Хэнкоку перебросить на помощь Сиклсу свою левую дивизию (Колдуэлла). Немного позже Сиклс был ранен, и Мид приказал Хэнкоку принять также командование частями III корпуса. Левый фланг армии в это время был в смертельной опасности, и Хэнкоку пришлось приложить сверхчеловеческую энергию (по выражению Джордона) для его спасения. Он взял бригаду Уилларда и лично повёл её на опасный участок, где она успела остановить наступление миссисипской бригады Барксдейла. Затем Хэнкок увидел, как алабамская бригада Уилкокса наступает на фактически пустой участок его фронта, и бросил в контратаку 1-й Миннесотский полк полковника Уильяма Колвилла. Хэнкоку удалось держать позицию до темноты.

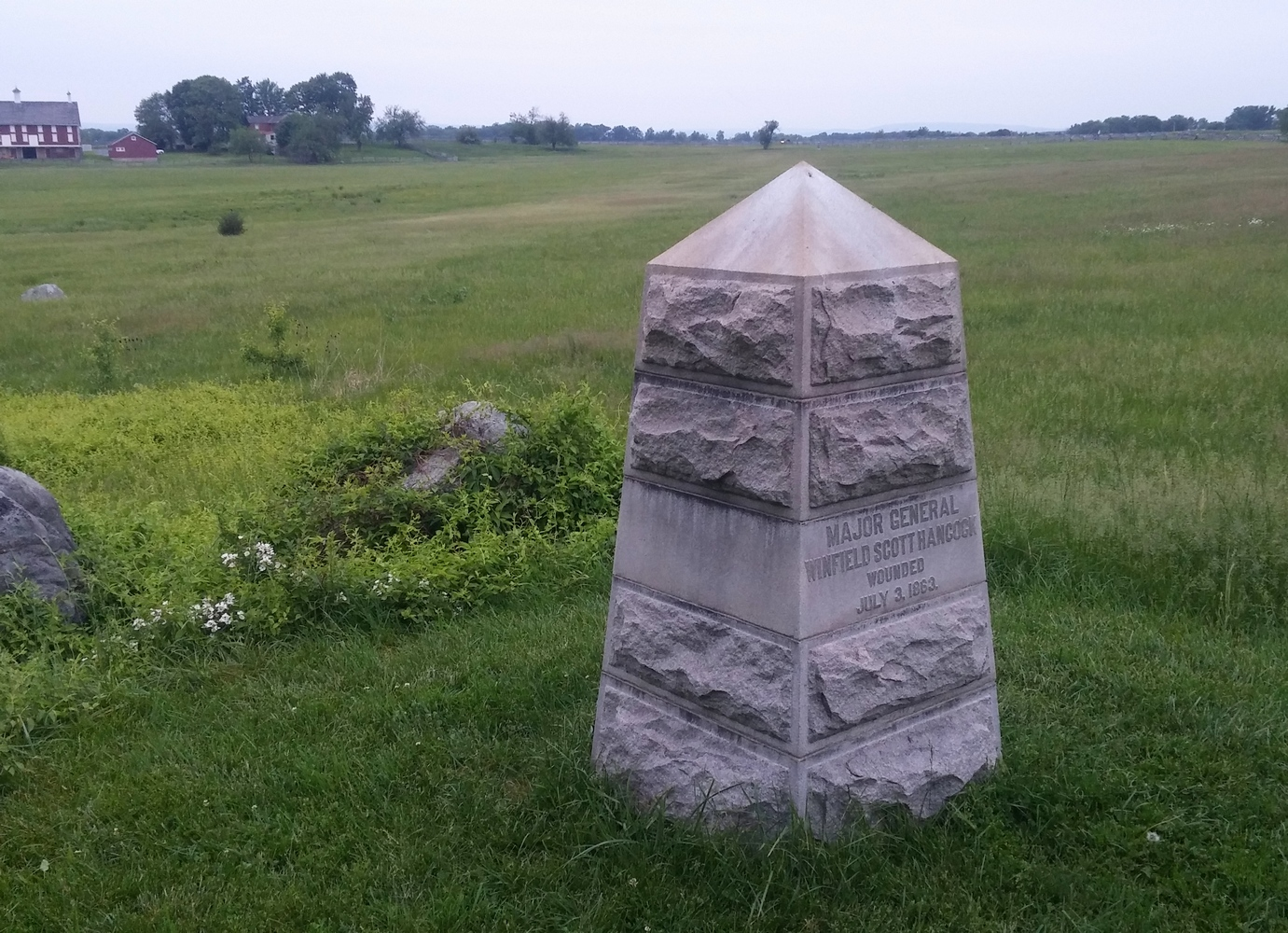
Монумент 1888 года на месте ранения Хэнкока и ферма Кодори на заднем плане.

Утром 3 июля на позициях Хэнкока было тихо. Ночью Мид предположил, что противник атакует именно Хэнкока, но утром решил, что атакован будет всё же левый фланг. В полдень Хэнкок, Гиббон, Мид и Плезонтон собрались на обед в штабе Гиббона, а в 13:00 противник открыл мощный артиллерийский обстрел по всей линии. Хэнкок сел верхом на коня и медленно проехал вдоль всего своего фронта от правого фланга до крайнего левого, чтобы воодушевить своих людей. В это время началась атака Пикетта: пять дивизий противника атаковали позиции Хэнкока, и бригада Льюиса Армистеда почти прорвала их на участке бригады Уэбба. Хэнкок перебросил на опасный участок 19-й Массачусетский полк и 42-й Нью-Йоркский, а потом и остальную бригаду Нормана Холла. Атака была отбита, а Армистед получил смертельное ранение. Хэнкок в это время отправился к бригаде Стеннарда, чтобы отправить её во фланг противнику, но тот уже и сам начал этот манёвр. Хэнкок стал давать распоряжения командиру 13-го Вермонтского полка и в этот момент получил ранение в пах. Его сняли с коня и уложили на землю, после чего он приказал оставить его на месте до конца боя.
Армистед был ранен в нескольких сотнях метрах от Хэнкока. Его обнаружил капитан Генри Бингхам, который сказал, что он офицер штаба Хэнкока и готов передать что-нибудь семье умирающего. Армистед пробормотал: «Передайте от меня Хэнкоку, что я нанёс ему и вам всем тяжёлый урон, о чём буду всегда сожалеть».

### В отпуске
После боя Хэнкока отнесли за Кладбищенский хребет, где доктор Дугерти пальцами проверил его рану и обнаружил гвоздь и кусочки дерева. Хэнкок решил, что южане стреляли гвоздями вместо пуль и сказал Миду, что его ранение хороший знак и, похоже, у противника проблема с боеприпасами. Но гвоздь попал в тело Хэнкока из раздробленного пулей седла и при этом едва не задел бедренную артерию. Его доставили в корпусной госпиталь, откуда он послал телеграмму родным. Санитарная повозка доставила Хэнкока в Вестминстер, откуда его направили поездом в Балтимор, а затем в Филадельфию. Здесь к нему приехали отец и жена. Погода в Филадельфии была жаркой, а рана не заживала. По совету врачей Хэнкок переехал в более прохладный Норристаун, где военный хирург Льюис Рид просчитал траекторию движения пули, сумел найти её на глубине восьми дюймов в теле пациента и придумал способ её извлечь. После извлечения пули здоровье Хэнкока быстро стало улучшаться, и уже через неделю он смог передвигаться на костылях. Он отправился в Нью-Йорк, а потом в Сент-Луис, где провёл шесть недель.
Пока Хэнкок выздоравливал, прошли кампании Бристо и Майн-Ран, после которых Мида осуждали за медлительность, а Хэнкок и Гиббон писали ему сочувственные письма. Ходили слухи, что Хэнкока назначат главнокомандующим вместо Мида. Мид написал ему, что будет рад такому его повышению, но это проблемная должность, с которой поздравлять не приходится. 27 декабря Хэнкок вернулся к командованию корпусом, но 8 января 1864 года специальная комиссия постановила, что он не готов к полевой службе и его вернули в Вашингтон, где военный секретарь поручил ему набрать новых рекрутов для корпуса. Правительство рассчитывало увеличить корпус до 50 000 человек, но за весну Хэнкок смог довести его только до 27 000.
22 марта Хэнкок был вызван для дачи показаний Комитету по ведению войны относительно хода сражений при Чанселорсвилле и Геттисберге. Он дал в целом благоприятные для Мида показания, хотя и полагал, что тот должен был атаковать сразу после отражения атаки Пикетта. На следующий день Хэнкок вернулся в штаб армии в Калпепер, а 24 марта военный департамент издал Генеральный приказ № 115, согласно которому армия была реорганизована. I и III корпуса были сокращены, при этом две дивизии III корпуса были переведены в корпус Хэнкока. Дивизия Хейса была расформирована, и в итоге к началу мая корпус Хэнкока принял следующий вид:
- Дивизия Фрэнсиса Бэрлоу; бригады Майлза, Смита[англ.], Фрэнка, Брука[англ.]
- Дивизия Джона Гиббона; бригады Уэбба, Оуэна, Кэролла
- Дивизия Дэвида Бирни; бригады Уорда и Хейса
- Дивизия Гершома Мотта; бригады Мотта и Брюстера

### Битва в Глуши

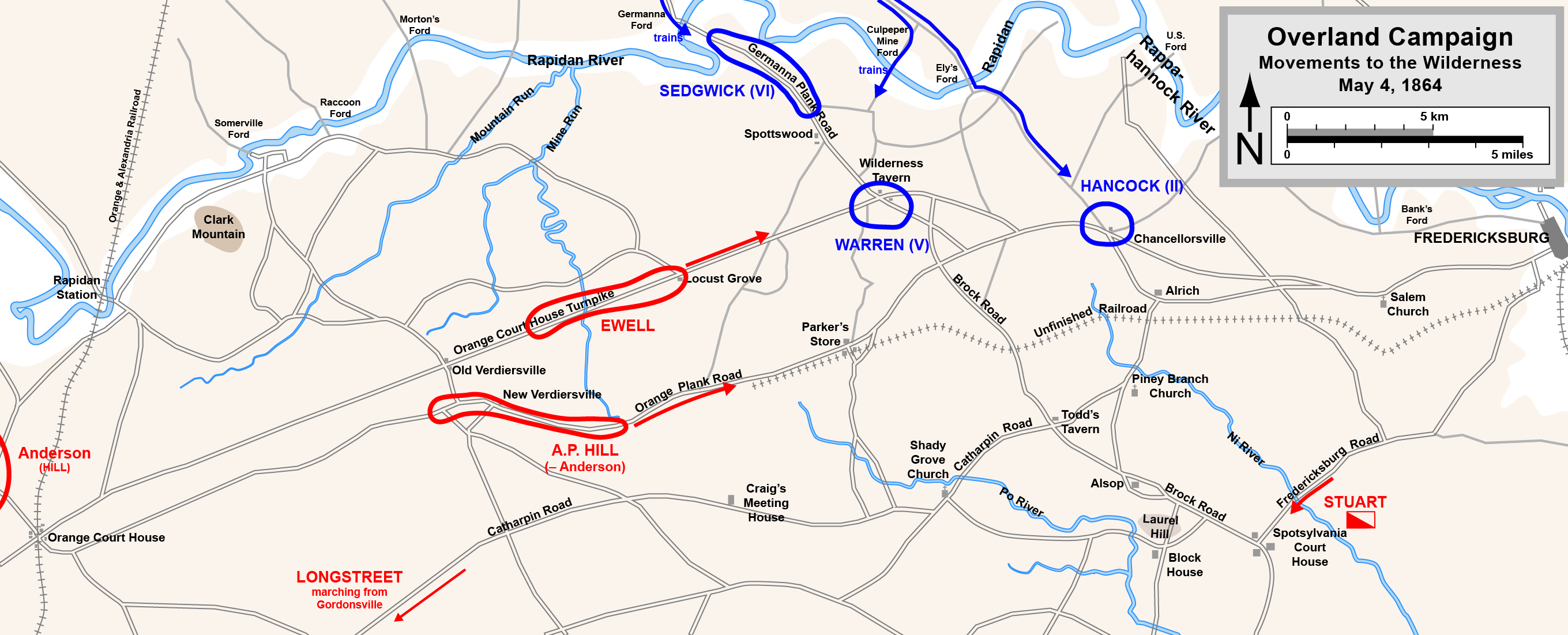
Манёвры 4 мая 1864 года

В первых числах мая 1864 года генерал Грант начал свою Оверлендскую кампанию с целью разгромить армию Ли. 3 мая, когда зашло солнце, II корпус Хэнкока свернул лагерь и после 23:00 выступил из Стивенсберга к переправе Эли-Форд по двум дорогам. На рассвете 4 мая корпус вошёл в Ричардсвилл. Корпуса Уоррена и Седжвика шли по параллельной дороге к переправе Германа-Форд. В 06:30 Хэнкок донёс в штаб, что успешно переходит реку. На следующий день в 07:15 генерал Мид узнал, что противник атаковал его колонны с запада по дороге Оринж-Тенпайк: началась битва в Глуши. По первоначальному плану корпус Хэнкока должен был идти от Чанселорсвилла по Катарпин-Роуд и пересечь Брок-Роуд около Тодд-Таверн. Но, узнав о нападении южан, Мид приказал Хэнкоку остановиться у Тодд-Таверн и ждать прояснения ситуации Этот приказ дошёл до Хэнкока только в 09:00, когда его корпус прошёл Тодд-Таверн и удалился на две мили на запад. Хэнкок остановил корпус и стал ждать указаний. В 10:00, ознакомившись с ситуацией, Грант приказал корпусу Уоррена атаковать противника, а Хэнкоку — занять стратегически важный перекрёсток дороги Оринж-Пленк-Роуд и Брок-Роуд. Опасаясь, что Хэнкок не успеет выйти к перекрёстку, Грант в 10:30 направил туда дивизию Гетти, а Хэнкоку велел идти ему на помощь. Тот получил приказ только в 11:40. Его корпус начал марш к перекрёстку, а сам Хэнкок отправился вперёд и прибыл на место вскоре после полудня. К этому времени Гетти уже вёл бой с дивизией Генри Хета (из корпуса Э. П. Хилла). Хэнкок снова запросил указаний, но курьеры от Мида добрались к нему только в 14:40. Однако даже в это время Хэнкок был не готов к атаке; его передовая дивизия под командованием Бирни успела прийти на место, но идущая за ней дивизия Гершома Мотта ещё только подходила и занимала позицию. В 15:00 Хэнкок узнал о провале атаки Уоррена, но командование требовало от него решительного наступления. Хэнкок решил наступать теми силами, что есть: дивизиями Гетти и Бирни в первой линии и дивизией Мотта во второй. Однако в 15:45 прибыл новый, уточняющий приказ: Мид требовал, чтобы дивизия Гетти наступала прямо по дороге, а дивизии Хэнкока встали правее и левее. Выполнение этого условия требовало дополнительного времени, но Гетти получил прямой приказ атаковать. В 16:15 его дивизия пошла вперёд, не дожидаясь Хэнкока. Хэнкок отправил в наступление дивизию Мотта, потом дивизию Бирни, а в 17:00 и дивизию Гиббона. Подходила дивизия Барлоу. Теперь против дивизии Хета действовал весь корпус Хэнкока (27 000 человек), усиленный дивизией Гетти (6000 человек), и соотношение сил складывалось 1 к 5 в пользу федеральной армии.

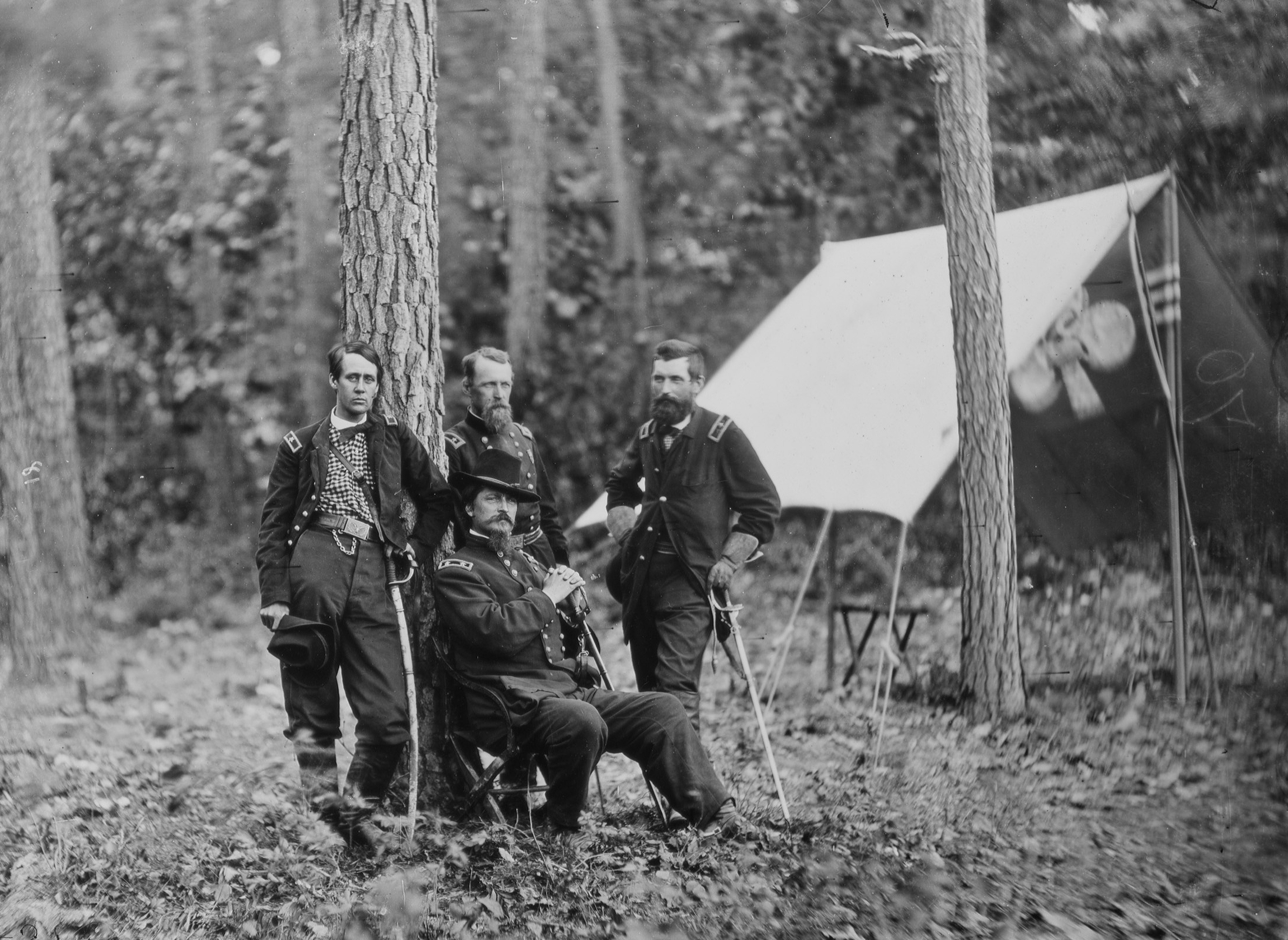
Хэнкок и его дивизионные генералы (Бэрлоу, Бирни и Гиббон) в начале Оверлендской кампании

Положение дивизии Хета стало трудным, но на помощь ему пришла дивизия Уилкокса. И всё же к 18:00 корпус Хэнкока был близок к победе, хотя в штабе корпуса этого не осознавали. В 17:50 Теодор Лиман сообщил Миду, что корпус едва держит позицию, что Хэнкок едва ли сможет наступать и ему необходимы подкрепления. К этому времени Грант сам решил отправить на помощь Хэнкоку дополнительные силы, но не передавать их Хэнкоку, а атаковать с севера в направлении на левый фланг Хилла.
6 мая Грант решил атаковать одновременно всеми корпусами. Главный удар должен наносить Хэнкок: в 04:30 его корпус, усиленный дивизией Гетти, должен был атаковать самое слабое место обороны противника — корпус Хилла, при этом оставив одну дивизию для прикрытия южного фланга. Дивизия Уодсворта должна атаковать Хилла в левый фланг. Для закрепления успеха две дивизии корпуса Бернсайда должны пройти в разрыв между корпусами Хилла и Юэлла и также атаковать Хилла, присоединившись к атаке Уодсворта. Незадолго до 05:00 прозвучал сигнальный залп, и Потомакская армия начала наступление двумя колоннами. Корпус Хэнкока, усиленный дивизией Гетти, двинулся строго по Пленк-Роуд на запад, а дивизия Уодсворта начала наступление на левый фланг Хилла, двигаясь на соединение с Хэнкоком. Южане находились на плохой позиции, поэтому стали отходить практически сразу. Некоторые части упорно отстреливались, а другие сделали лишь несколько залпов и сразу отошли.
В 05:30 Лиман встретил в штабе корпуса радостного Хэнкока. «Мы гоним их великолепно! — воскликнул он, — скажите Миду, что мы гоним их просто великолепно. Бирни наступает и гонит их ве-ли-ко-леп-но!». Мид передал его слова Миду, а потом вернулся с сообщением, что Бернсайд ещё не вышел на позицию для атаки. «Я знал это, — воскликнул Хэнкок, — это именно то, что я ожидал. Если он сможет атаковать прямо сейчас, мы разобьём Хилла на куски!». Между тем его атака постепенно выдыхалась. Дивизия Уодсворта, наступая, смешалась с частями Хэнкока, создав давку и путаницу. Генерал Бирни был вынужден остановить наступление, чтобы выровнять ряды. И в это время, около 06:00, на помощь Хиллу пришёл корпус Лонгстрита.
Дивизии Лонгстрита (Филда и Кершоу) обрушились на расстроенные ряды корпуса Хэнкока и сразу опрокинули дивизии Бирни и Мотта. Уже в 06:20 Лиман запросил у Мида помощи. В 07:00 Хэнкок донёс в штаб армии, что его сильно теснят. К 8:00 наступление противника выдохлось, но и Хэнкок не получил подкреплений и вынужден был обходиться своими силами. Он знал, что на его фронте сражаются дивизии Филда и Кершоу, но не знал, где находятся дивизии Пикетта и Андерсона, и не исключал, что они обходят его левый фланг. Ещё в 7 утра Хэнкок, по его словам, приказал Гиббону перебросить в центр корпуса дивизию Барлоу, но Гиббон понял из приказа, что ему надо послать только одну бригаду. Впоследствии это недоразумение осложнило отношения Хэнкока с Гиббоном. Около 09:00 до Хэнкока дошли известия, что какие-то части противника замечены на его левом фланге, и одновременно пришли сведения, что под угрозой его правый фланг. И те, и другие известия оказались впоследствии ложными, ни в такой ситуации не было и речи о продолжении наступления.
Наступая утром на позиции Хилла, Хэнкок не заметил просеки неоконченной железной дороги на своём левом фланге, которую можно было бы использовать для выхода во фланг противнику. Между тем разведка южан нашла эту дорогу и в 10:00 сообщила о ней Лонгстриту. Тот сразу направил по просеке несколько бригад и атаковал с фланга дивизию Мотта. Одновременно дивизия Кершоу ударила с фронта. Дивизия Мотта обратилась в бегство, и южане стали приближаться к дороге Ориндж-Пленк-Роуд. Весь корпус Хэнкока начал отходить, и Бирни посоветовал ему отвести войска в укрепления вдоль дороги Брок-Роуд. К 12:00 южане уверенно наступали, но случайным выстрелом был ранен генерал Лонгстрит и это остановило наступление. Через некоторое время Лиман нашёл Хэнкока, который в одиночестве сидел за линией укреплений. Хэнкок сказал Лиману, что его корпус истощён, расстроен и совершенно не готов к наступлению. Он настаивал, чтобы генералы как можно быстрее навели порядок, но понимал, что высокие потери офицерского состава осложняют эту работу. Тем не менее Хэнкок был уверен, что хотя бы сможет удержать рубеж вдоль дороги.
Грант и Мид всё ещё надеялись перехватить инициативу: в 15:00 Хэнкоку было приказано атаковать в 18:00. Он ответил, что это едва ли возможно, но обещал сделать всё возможное. Между тем генерал Ли сам надеялся атаковать Хэнкока. Как и при Геттисберге, он рассчитывал переломить ситуацию решительной фронтальной атакой. В 16:15 южане пошли вперёд и сумели прорваться на участке бригады Уорда. Наступающие сразу попали под огонь федеральной артиллерии, а затем на опасный участок была переброшена бригада Брука. Прорыв удалось ликвидировать. Только в 17:30 Хэнкок доложил, что атака отбита. Он также сообщил, что растратил все боеприпасы, пополнить их быстро не получится и в этой ситуации атака, назначенная на 18:00, кажется ему невозможной. Мид был вынужден согласиться с его мнением и в 17:45 приказал отменить наступление.

### Сражение при Спотсильвейни
Не сумев проломить оборону противника в Глуши, Грант решил сменить позицию. 7 мая корпуса Уоррена и Седжвика были направлены к местечку Спотсильвейни, где утром 8 мая встретились с армией Ли — началось сражение при Спотсильвейни. Корпус Хэнкока шёл по Брок-Роуд последним; утром его остановили у Тодд-Таверн для прикрытия правого фланга армии. В 15:00 к его фронту случайно вышел III корпус Северовирджинской армии под командованием Джубала Эрли. После небольшой перестрелки Эрли отступил, но в штабе Мида решили, что именно здесь противник готовит основной удар. Хэнкок ждал серьёзной атаки. «Наступила ночь, и великая битва при Тодд-Таверн так и не произошла», писал его адъютант. Эта задержка не позволила Хэнкоку принять участия в боях у Спотсильвейни 8 мая. Только 9 мая в 11:15 Хэнкок окончательно убедился, что противник отступил на его фронте. Грант приказал ему оставить дивизию Мотта у Тодд-Таверн, а тремя остальными дивизиями обойти левый фланг противника. К 19:00 Хэнкок вышел на позицию для атаки, но наступать в темноте не решился. Наступление Хэнкока встревожило генерала Ли, который перебросил навстречу ему дивизии Хета и Махоуна. Утром 10 мая началось так называемое «сражение на реке По»; Хэнкок обнаружил дивизию Махоуна перед своим фронтом, а дивизию Хета на фланге. Мид приказал отступать, и Хэнкок едва успел отойти за реку. Впоследствии генерал Хэмфрис писал, что у Хэнкока были шансы разбить фланг противника, и Мид напрасно отменил наступление вместо того, чтобы усилить Хэнкока дополнительными силами.

Атака Хэнкока 12 мая 1864

11 мая Грант решил, что самое слабое место обороны противника — это выступ, известный как «Подкова мула», и решил атаковать его силами корпуса Хэнкока. В 16:00 Мид отдал приказ Хэнкоку на передислокацию. Вечером Хэнкок собрал своих дивизионных командиров и изложил им план ночного марша. Бэрлоу потом вспоминал, что никто не описал им позиции противника, не назвал численности противника, не объяснил план атаки, кто в ней участвует и почему атаковать надо именно это место. В 21:00 корпус отправился на указанную позицию. Ему предстояло пройти около 35 километров в темноте под дождём. Марш был труден, и даже офицеры упали духом. Ночью корпус занял позицию, а в 04:35 Хэнкок приказал начинать. Его корпус обрушился на позиции дивизии Джонсона и сразу захватил их, генералы Джонсон и Стюарт попали в плен. В 05:15 курьер доставил Гранту донесение от Хэнкока: «Наши взяли траншеи и несколько сотен пленных. Нельзя сказать, сколько». За этим донесением последовали другие: «Пленных всё больше, уже более 2000», «Я взял в плен генерал-майора Э. Джонсона и другого генерала Джонстона… в плен взяли генерала Стюарта». Даже хладнокровный Грант заметно оживился: «Вот такие новости я люблю, — сказал он, — Хэнкок действует недурно».
Хэнкок прорвал центр Северовирджинской армии и захватил траншеи, но его части пришли в полное расстройство, а затем попали под атаку бригады Джона Гордона и стали отступать. Хэнкок был встревожен, он чувствовал, что будет отбит, если никто не присоединится к его наступлению. Он попросил как можно быстрее ввести в бой VI корпус. К 06:00 наступление Гранта полностью выдохлось. Бои в траншеях длились ещё целые сутки и затихли утром 13 мая. Потери корпуса Хэнкока были огромны, в боях за Подкову мула он потерял по официальным подсчётам 2537 человек.
13 мая южане оставили Подкову мула и отошли на запасную позицию. Несколько дней на фронте длилось затишье, но 17 мая Грант решил повторить атаку. Хэнкок послал на штурм новой позиции противника дивизии Бэрлоу и Гиббона, но эта атака была легко отбита. Северяне потеряли 650 человек, южане всего около 30. 20 мая Грант прекратил попытки и отдал приказ на марш к реке Норт-Анна. В сражениях в Глуши и Спотсильвейни Хэнкок оказался самым надёжным корпусным генералом: Уоррен проявлял нерешительность, Седжвик был убит, заменивший его Райт был посредственным командиром, а Бернсайда никто не воспринимал всерьёз.

### Наступление на Питерсберг
20 мая Грант, чтобы выманить генерала Ли с укреплённых позиций, отправил корпус Хэнкока на юг, в отрыв от основной армии, надеясь, что противник нападёт на изолированный корпус. Хэнкок занял сильную позицию у реки Маттапони, но Ли не стал нападать, поэтому 23 мая Хэнкок отправился дальше на запад. В тот же день он вышел к реке Норт-Анна у Честерфилда, атаковал предмостовое укрепление, захватил его и перешёл реку. В результате армия Ли оказалась между двумя частями Потомакской армии, что было крайне опасно, и 26 мая, после двух дней колебаний (и перестрелок, известных как Сражение на Норт-Анне), Грант приказал отойти с опасной позиции. Корпус продолжил марш на юг и вечером 27 мая вышел к Хановертауну на реке Поманки. 29 мая Потомакская армия вступила в перестрелку с противником на рубеже реки Тотопотоми, и Хэнкоку было приказано атаковать, но его дивизии не нашли подходящего участка для наступления. 1 июня передовые корпуса Гранта столкнулись с противником у Колд-Харбора и Хэнкоку было приказано идти ночным маршем к полю боя, для участия в общей атаке 2 июня. Хэнкок привёл корпус на позицию вовремя, но корпус был так измотан маршем, что атаку перенесли на следующий день.
3 июня корпус Хэнкока занимал левый фланг армии во время сражения при Колд-Харбор. Дивизии Бэрлоу в ходе атаки удалось достичь временного успеха, но дивизия Гиббона не добилась ничего. Войска Хэнкока потеряли 3000 человек, и это был «смертельный удар, от которого корпус не скоро оправится», по словам начальника штаба и самого Хэнкока. Колд-Харбор был неудачей в карьере Гранта, и сам Хэнкок допустил некоторые ошибки. Мид рассчитывал продолжать атаки, но Хэнкок сказал, что если сорвалась первая, то последующие будут не лучше. Грант посовещался с корпусными командирами и тоже решил отменить атаки.
Попав в стратегический тупик под Колд-Харбором, Грант решил перебросить армию южнее за реку Джеймс и атаковать Питерсберг. Утром 13 июня корпус Уоррена снялся с позиции и перешёл реку Чикахомини, а следом за ним отправился корпус Хэнкока, который в тот же день, в 17:30 вышел к реке Джеймс у Уилкокс-Лэндинг. Утром 14 июня корпус начал переправу, которая затянулась до ночи и завершилась только в 5 утра 15 июня. Приказ требовал от Хэнкока дождаться транспортов с провизией, а затем идти к устью реки Харрисонс-Крик. Ожидание обозов задержало его до 10 утра, а затем выяснилось, что в указанном месте реки нет. Вечером пришёл приказ Гранта, требующий срочно идти к Питерсбергу и присоединиться к штурму города корпусом Смита. Хэнкок поспешил к Питерсбергу, но не успел к началу атаки (19:00). Из-за этой задержки федеральная армия упустила удачную возможность захватить Питерсберг.
Генерал Смит сразу же обрушился с критикой на Гранта, Мида, а заодно и Хэнкока, утверждая, что лишь медлительность II корпуса не позволила взять Питерсберг. Эти обвинения попали в прессу, и Хэнкок запросил у Мида расследования. Мид сообщил Гранту, что вины Хэнкока, по его мнению, тут нет, а Грант ответил, что репутация Хэнкока столь высока, что в расследовании нет нужды. 27 июня в газетах появилась ещё одна статья с обвинениями Хэнкока, но по инициативе Мида корреспондента было приказано арестовать за распространение ложных сведений. Генерал Смит извинился перед Хэнкоком, но Грант не простил ему публичной критики старшего по званию, и Смит, отчасти по этой причине, был позже отстранён от командования корпусом.
15 июня и утром 16 июня Хэнкок, как старший по званию, командовал всеми армейскими частями у Питерсберга, а днём 16 июня прибыл Мид и принял командование. Он сразу приказал возобновить штурм, но эта атака, состоявшаяся в вечерние часы, была отбита. Корпус был так истощён боями и понёс такие потери в офицерском составе, что его боеспособность была невысока. Сам Хэнкок плохо себя чувствовал и 17 июня временно, на 10 дней, сдал корпус генералу Бирни.

### Экспедиции к Дип-Боттом

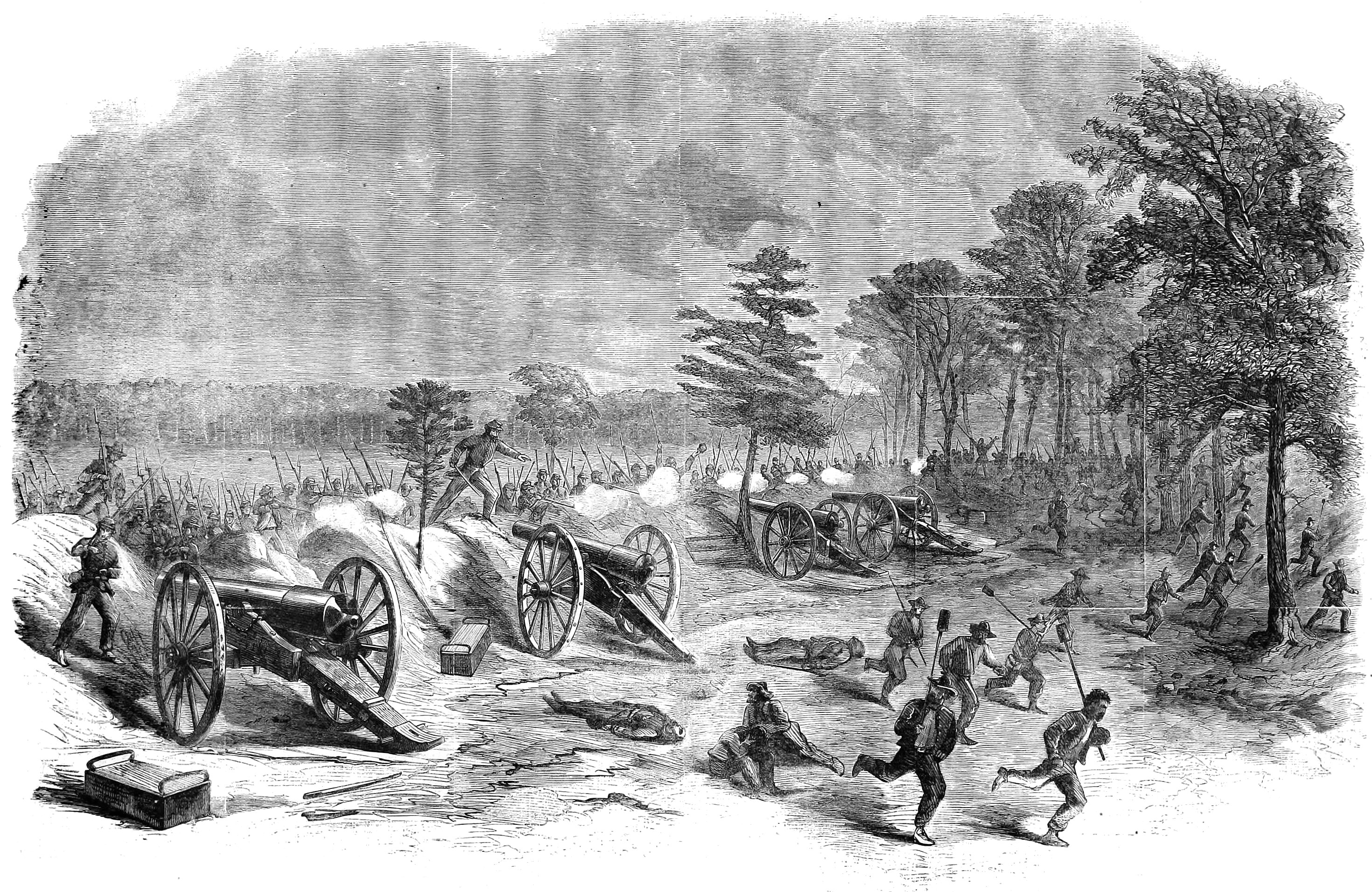
Бригада Майлза захватывает орудия у Дип-Боттом

В конце июля федеральные военные разработали план подрыва части траншей противника с последующей атакой IX корпуса Бернсайда — это сражение впоследствии стало известно как Бой у воронки. Чтобы оттянуть часть сил от участка атаки, Грант задумал отвлекающий манёвр: две кавалерийские дивизии должны были разрушить Вирджинскую центральную железную дорогу, а корпус Хэнкока должен был перейти реку Джеймс, занять позицию у Чаффинс-Блафф и прикрыть манёвр кавалерии. 26 июля в 16:00 II корпус покинул лагерь, перешёл реку Аппоматтокс, а рано утром 27 июля начал переправу через реку Джеймс у Дип-Ботом. За 4 часа корпус успел перейти реку. Сразу за ней была обнаружена позиция противника, которую взяли силы бригад Майлза и Тробриана, при этом было захвачено четыре 20-фунтовых орудия Паррота. Это сражение вошло в историю как первое сражение у Дип-Боттом. Наступая дальше, Хэнкок вышел к укреплённой линии противника на рубеже реки Бейли-Крик. Хэнок не решился штурмовать укрепления в лоб и стал искать пути обхода. На следующий день южане перебросили к Дип-Ботом дополнительные силы, и Хэнкок перешёл к обороне. Грант и Мид прибыли на позицию и решили, что наступление Хэнкока оттянуло от Питерсберга значительные силы, поэтому ему лучше пока оставаться здесь. Ночью 29 июня корпус отправился назад и успел увидеть взрыв пороха, с которого начался Бой у воронки.
Генерал Гиббон писал, что после сражения Хэнкок сделал ему несколько замечаний, который он расценил как несправедливые. Гиббон заметил, что отношение Хэнкока к нему изменилось и уже никогда не было таким тёплым, как раньше. Он полагал, что это было следствие переутомления и осложнений от геттисбергской раны. Историк Дэвид Джордан полагает, что на отношение Хэнкока могли повлиять некоторые просчёты Гиббона во время битвы в Глуши.
Экспедиция к Дип-Боттом действительно оттянула значительные силы противника от фронта корпуса Бернсайда, но атака 30 июля (бой у Воронки) завершилась провалом с тяжёлыми потерями. 31 июля генерал Мид приказал провести официальное следствие и поручил Хэнкоку неприятную для него должность председателя следственной комиссии. Изучив все приказы, связанные с атакой 30 июля, Хэнкок вызвал всех упомянутых в приказах офицеров и допросил их. Процесс начался 6 августа в штабе Хэнкока и длился до 9 сентября. В результате были названы причины неудачи и выявлены пять виновных офицеров: Эмброуз Бернсайд, Джеймс Ледли, Эдвард Фереро, полковник Блисс и Орландо Уилкокс. По итогам следствия Бернсайд был отстранён от командования корпусом.
Следствие было в разгаре, когда 12 августа Грант приказал Хэнкоку снова отправиться к Дип-Боттом. Маршрут наступления был тот же, но цели иными: Грант узнал, что Ли ослабил свой фронт, и надеялся его прорвать. 13 августа корпус был погружен на транспорты, и на следующий день в 16:00 1-я и 2-я дивизии под общим командованием Фрэнсиса Барлоу атаковали противника у Фасселс-Милл. Северяне сражались неохотно: ирландская бригада не смогла выполнить приказы Барлоу, а бывшая бригада Брукса оказалась так деморализована, что её  даже не рискнули посылать в бой. И Хэнкок, и Барлоу были разочарованы происходящим. Они решили, что проблема в большом количестве новобранцев и нехватке опытных офицеров. Перестрелки продолжались ещё несколько дней, пока Грант не узнал, что сведения об ослаблении фронта были ложными и держать Хэнкока в Дип-Боттом смысла нет. 19 и 20 августа корпус был выведен обратно в траншеи под Питерсбергом. Ещё ранее, 17 августа, Хэнкок узнал, что ему присвоено звание бригадного генерала регулярной армии.

### Сражение при Римс-Стейшен
Как только Хэнкок со своим корпусом вернулся из Дип-Боттом, Грант сразу дал ему другое задание. Незадолго до этого, в ходе сражения при Глоб-Таверн, корпус Уоррена захватил участок Велдонской железной дороги и уничтожил часть полотна, и теперь Грант хотел, чтобы Хэнкок разобрал полотно ещё дальше на юг. 22 августа дивизия Барлоу приступила к разборке полотна и 23 августа разобрала участок до станции Римс-Стейшен. Вечером дивизия заняла укрепления, построенные здесь в июне подразделениями VI корпуса. На следующий день подошла дивизия Гиббона, а к вечеру Мид сообщил Хэнкоку, что в его направлении движутся крупные силы противника. Утром 25 августа, заметив приближение южан, Хэнкок отозвал две дивизии на укреплённые позиции у Римс-Стейшен. В его распоряжении было 6000 человек, в основном новобранцев, а укрепления не были приведены в порядок. Траншеи имели вид буквы «П»; центральный их участок длиной около 700 метров был обращён фронтом на запад, правый на север и левый на юг. Центральный участок проходил немного западнее насыпи железной дороги, что мешало подвозить к батареям боеприпасы и перебрасывать подкрепления. Хэнкоку не нравилась эта позиция, но он не предпринял ничего, чтобы исправить её.
Днём южане под командованием Э. П. Хилла (4 бригады) дважды штурмовали участок обороны дивизии Барлоу (которой в тот день командовал Майлз), но были отбиты. Хэнкок запросил передать ему дивизию Мотта, но Мид предложил ему отступить. Хэнкок отказался, надеясь удержать позицию. В 15:00 к Хиллу присоединился Генри Хет с четырьмя бригадами и принял общее командование, ввиду нездоровья Хилла. Около 17:00 южане начали сильную бомбардировку, а затем бросились на штурм северного угла позиции и захватили его. Три батареи, которые стояли фронтом на запад, не смогли отступить и были захвачены противником.
Потеря батарей была описана через несколько дней в газете «The New York Times»:

…наши линии были прорваны около центра, и разрыв быстро расширялся, пока почти вся линия не была отброшена назад, оставив окопы и артиллерию в руках врага, от левого фланга 1-й дивизии до позиций далеко справа от центра. Говорят, что 7-й Нью-Йоркский пехотный полк отступил первым.
Брошенными батареями были батарея В 1-го Род-Айлендского, лейт. ПЕРРИН; батарея кап. СЛИПЕРА, 12-й Массачусетский, и батарея МАКНАЙТА, 12-й Нью-Йоркский независимый. Все их лошади погибли в начале сражения, а наши люди отступили так быстро, что не было никакой возможности вывезти орудия.
Оригинальный текст (англ.)– ... our line was broken near the centre, and the gap once made rapidly grew wider, until nearly the entire line was swept back, leaving our breastworks and artillery in the hands of the enemy, from the left of the First Division to a point considerably to the right of the centre. The Seventh New-York Infantry is said to have been the first to give way.

The batteries left behind were Batteries B, First Rhode Island, Lieut. PERRINE; Capt. SLEEPER's battery, the Twelfth Massachusetts, and MCKNIGHT's Battery, the Twelfth New-York Independent. Their horses had all been shot early in the action, and the suddenness with which our men fell back rendered it impossible to get off the guns.
— 
Полки обеих дивизий без сильного сопротивления бросили позицию, и многие сдались в плен. Майлз собрал 200 человек своего бывшего 61-го Нью-Йоркского пехотного полка и отбил часть позиций, а Хэнкок сумел перебросить ему кое-какие подкрепления и тем отчасти спасти положение. Когда стемнело, Хэнкок предложил своим дивизионным командирам отбить укрепления. Майлз и Грегг согласились, но Гиббон сказал, что его дивизия не справится с этим. Хэнкок был вынужден отступить. Полковник Морган из штаба Хэнкока писал, что генерал впервые в жизни испытал горечь поражения. «Второй корпус, некогда великолепная боевая машина, теперь был лишь тенью самого себя, — писал Дэвид Джордан, — и Хэнкок осознал это при Римс-Стейшен». Хэнкок потерял убитыми и ранеными около 600 человек, а южане около 700, но Хэнкок кроме того потерял 2000 человек пленными, 9 орудий и 12 знамён. Сразу после сражения последовала переписка Хэнкока с Гиббоном, в ходе которой командующий корпусом так резко оценил действия Гиббона, что тот запросил отставки. Хэнкок два раза переговорил с Гиббоном и даже признал, что был «не в себе», когда осуждал его, но Гиббон настоял на отставке.
Сентябрь прошёл для корпуса Хэнкока бессобытийно, а в конце октября ему поручили выйти во фланг позиций противника и при поддержке V и IX корпусов захватить участок Южной железной дороги. Утром 27 октября Хэнкок направил дивизии Игана и Мотта к Бойдтонской дороге, но в 13:00 Мид сообщил ему, что IX корпус не сможет поддержать наступление, поэтому оно отменяется. При этом Хэнкок должен остаться на своей позиции до утра, дожидаясь дивизии Кроуфорда, которая направлена ему на помощь. Однако Кроуфорд так и не пришёл, а в конце дня отряд в 5000 южан под командованием Генри Хета атаковал позиции Хэнкока, отбросил бригаду Пирса и захватил несколько орудий. Дивизия Игана атаковала Хета во фланг и отбила орудия. К вечеру у Хэнкока стали заканчиваться боеприпасы, и он решил не рисковать и отвести дивизии. В 10:00 его силы начали отход, пользуясь темнотой и сильным ливнем. Сражение у Бойдтонской дороги не дало никаких результатов, но помогло корпусу вновь обрести уверенность, утраченную после боя у Римс-Стейшен.

### Последние дни войны
Сражение на Бойдтонской дороге стало последним в карьере Хэнкока. Ходили разговоры о том, что Грант хочет сделать его главнокомандующим Потомакской армии. Однако Грант вместо этого предложил ему возглавить независимый резервный Ветеранский корпус, и Хэнкок согласился. Он написал Бэрлоу, что не желает командовать Потомакской армией и вообще не хочет служить «неблагородным (англ. ungenerous) людям». Он не уточнил, кто эти люди, хотя фактически его прямыми начальниками были Грант и Мид. Приказ о формировании нового корпуса и назначении Хэнкока вышел только 28 ноября. Он сразу приступил к вербовке ветеранов и сумел набрать 4400 человек. Грант рассчитывал набрать в корпус 20 00 человек и использовать их в долине Шенандоа, но когда это не получилось, он назначил Хэнкока главой Западновирджинского департамента. Тот должен был начать наступление на юг, но армия генерала Ли сдалась при Аппоматтоксе прежде, чем пришёл приказ о наступлении. Война закончилась. К её концу Хэнкок стал временным генерал-майором добровольческой армии, бригадным генералом регулярной армии и одним из самых знаменитых военных в стране.
9 апреля Стентон уполномочил Хэнкока принять капитуляцию южан на тех же условиях, на которых капитулировала армия Ли у Аппоматтокса, но сделать исключения для партизана Джона Мосби. 10 апреля Хэнкок опубликовал циркуляр о том, что все южане, кроме Джона Мосби, могут сдаться и будут условно освобождены. В тот же день пришло известие, что Грант требует общих условий капитуляции для всех, включая Мосби. Штаб Хэнкока направил Мосби письмо с приглашением обсудить условия капитуляции, но ответа не получил. 13 апреля было решено возобновить охоту на Мосби, и 15 апреля восьмитысячный пехотный отряд должен был начать операцию по зачистке Вирджинии от партизан, но перед самым началом операции пришло сообщение о убийстве Линкольна, и операцию отменили.

## Служба в послевоенный период
Сразу после войны произошли убийство президента Линкольна и покушение на государственного секретаря Сьюарда. Это случилось в Вашингтоне, который находился на подведомственной Хэнкоку территории, поэтому новый президент Эндрю Джонсон сразу же вызвал Хэнкока в столицу. При его участии в Вашингтоне был наведён порядок, а заговорщики арестованы. Ему же было поручено организовать казнь четырёх приговорённых к смерти утром 7 июля. Одной из приговорённых была Мэри Сэрратт. Хэнкок, вероятно, стремясь избежать казни женщины, некоторое время ждал президентской амнистии. Его жена впоследствии утверждала, что он сам несколько раз запрашивал у президента амнистии. Но этого так и не произошло. По словам адвоката Джона Клэмпитта, Хэнкок сказал ему: «Я бывал в аду из огня, снарядов и шрапнели, но я бы лучше снова оказался там десять тысяч раз, чем отдал сегодня приказ казнить эту несчастную женщину. Но я военный, призван повиноваться, и я повинуюсь». В тот же день приговорённые были казнены. Причастность к казни Мэри Сэрратт потом часто припоминали Хэнкоку во время президентских кампаний.

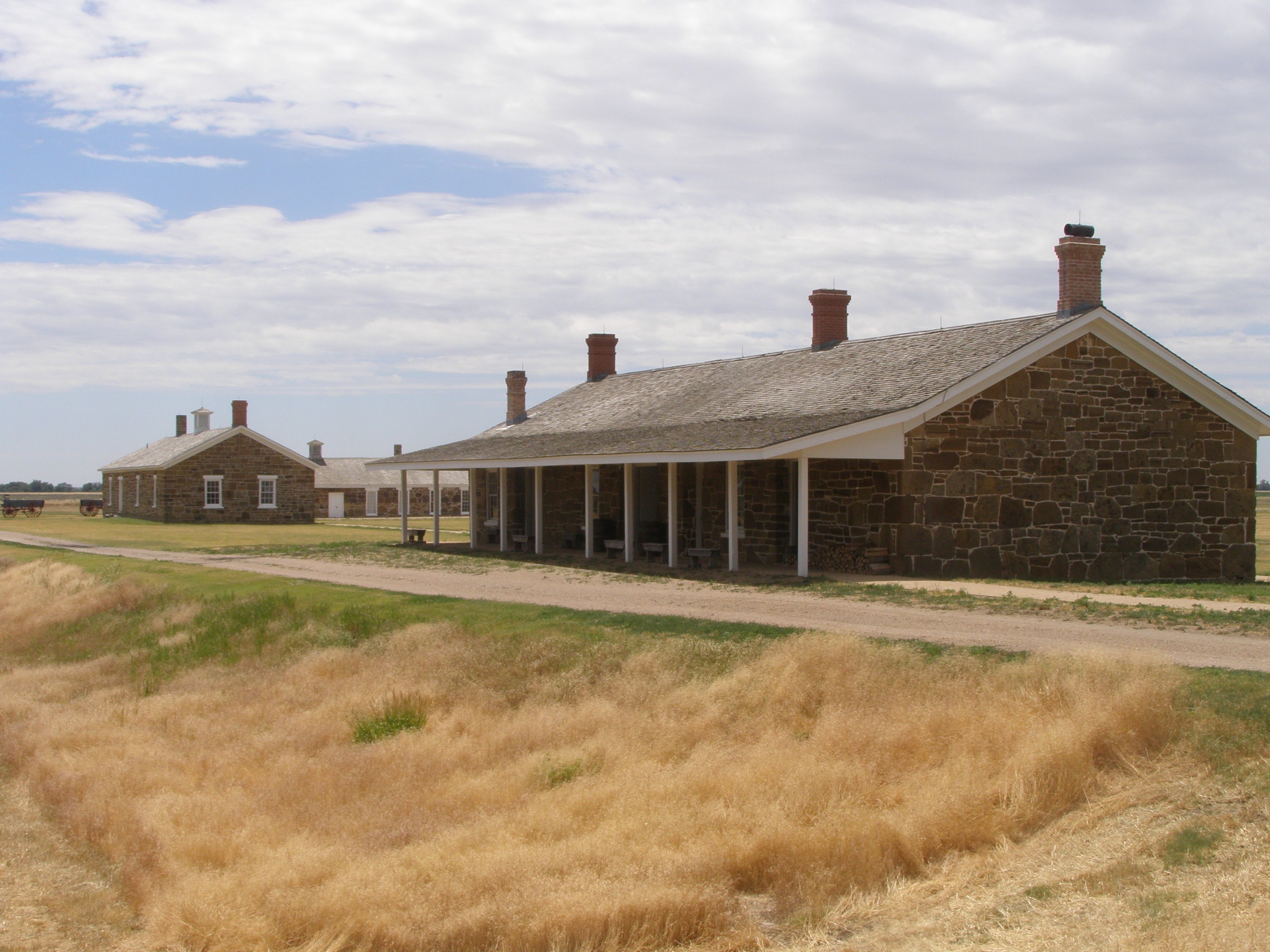
Форт Ларнед в 2012 году

После этих событий Хэнкок некоторое время жил в Балтиморе, а тем временем конгресс присвоил генералу Гранту звание полного генерала армии, его звание генерал-лейтенанта перешло Шерману, в свою очередь освободившего место генерал-майора. Грант рекомендовал Хэнкока на это место, и звание было присвоено. В августе того же года Хэнкока направили на Запад в распоряжение Шермана, который давно запрашивал опытного офицера, способного навести порядок на фронтире. Хэнкок принял командование Миссурийским военным департаментом, в котором на тот момент обстановка была спокойной, но потенциально взрывоопасной. 8 марта Шерман поручил Хэнкоку взять отряд в 1400 человек и пройти по равнинам, предлагая индейцам или принять бой сейчас, или пойти на мирное соглашение. 25 марта Хэнкок прибыл в форт Рили, откуда выступил к фортам Харкер и Зара, выслав вперёд 7-й кавалерийский полк, которым командовали Эндрю Смит и Джордж Кастер. Оттуда отряд 7 апреля пришёл в форт Ларнед, где агент Уинкуп пообещал ему встречу с вождями индейцев 10 апреля. Индейцы задерживались, и только вечером 12 апреля к Хэнкоку прибыли вожди Высокий Бизон и Белый Конь. Не добившись от них внятного заявления, Хэнкок отправился к ближайшей деревне шайеннов, на пути к которой встретил отряд индейцев и вождя Римского Носа. Индейцы уклонялись от контактов, а когда Хэнкок подошёл к деревне, то обнаружил, что все её жители ушли. Хэнкок расценил это как проявление враждебности и решил разрушить деревню, хотя и колебался с принятием этого решения. 17 апреля Кастер сообщил ему, что неподалёку индейцами были убиты несколько белых. Утром 19 апреля по приказу Хэнкока были сожжены 250 хижин и около 1000 штук шкур бизонов. Затем он провёл переговоры в форте Додж с индейцами кайова и арапахо и вернулся в форт Ларнед. 9 мая Хэнкок завершил экспедицию и вернулся в форт Ливенворт. Он не добился никаких результатов, лишь разозлив индейцев, нападения который участились с этого момента.

### В Луизиане

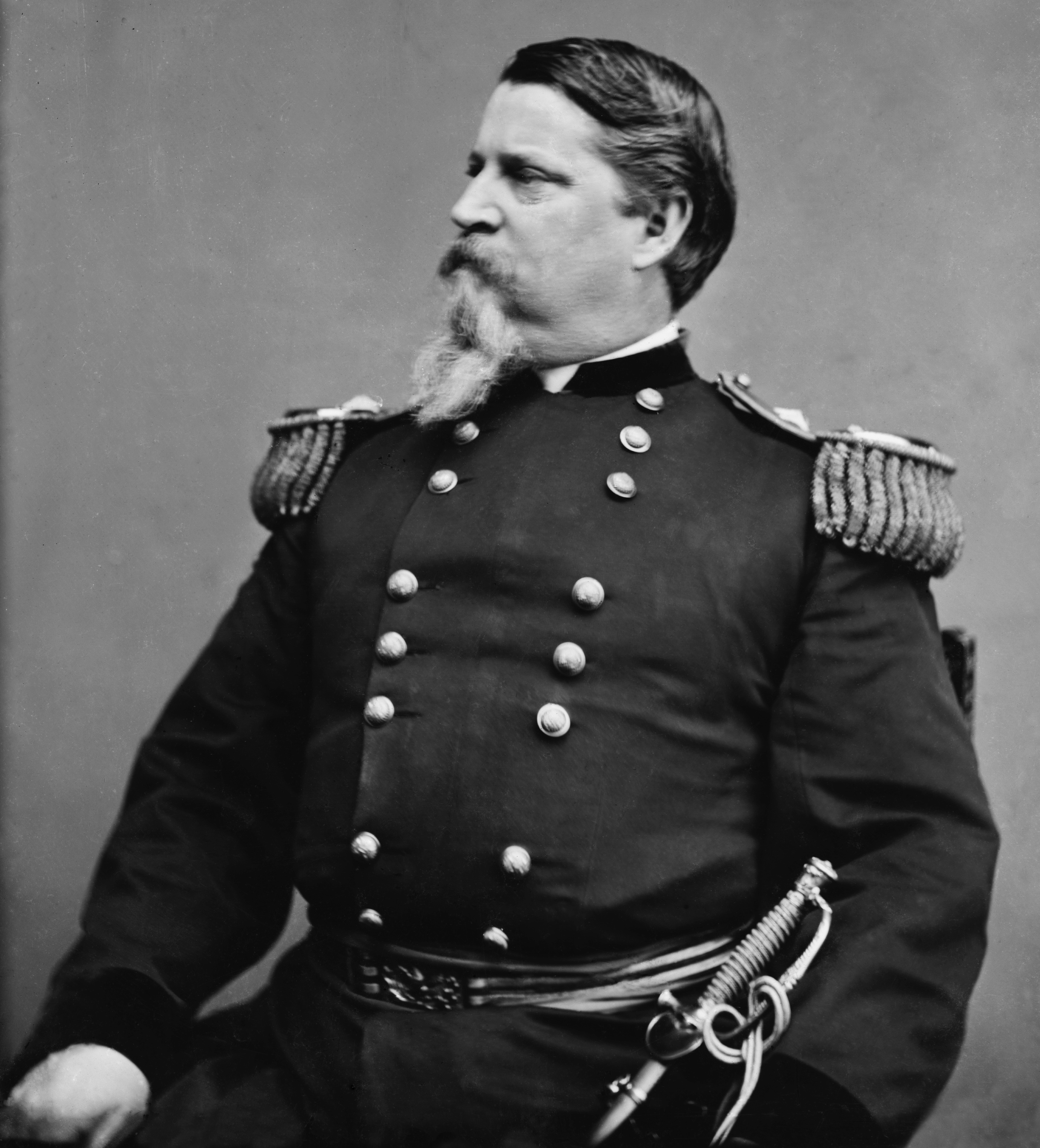
Хэнкок, предположительно в послевоенные годы.

Летом 1867 года президент Джонсон решил провести кадровые перестановки — отправить в Миссури Шеридана, а Хэнкока перевести в 5-й военный дистрикт (Луизиану и Техас). Официальный приказ был опубликован 26 августа 1867 года. Хэнкок был не очень доволен этим назначением, но подчинился приказу. 28 ноября он прибыл в свой офис в Новом Орлеане. Правительство рассчитывало на его демократические взгляды и на то, что он будет следовать консервативной политике Реконструкции, охраняя права белого населения. 29 ноября Хэнкок издал Генеральный приказ № 40, где объявил, что в случае мирного развития событий военная администрация постепенно отступит на второй план, уступая место гражданской. Приказ вызвал одобрение белого населения Юга и недовольство радикальных республиканцев, власть которых была установлена в Новом Орлеане генералом Батлером в годы войны и теперь приходила к концу в условиях главенства гражданской администрации. Хэнкок полагал, что после объединения страны и отмены рабства проблемы исчерпаны и нет необходимости в изменении социального уклада на Юге.
11 января Хэнкок отменил введённые Шериданом правила регистрации в конституционный совет. Правила Шеридана давали преимущества чернокожим и устанавливали много ограничений для белых, в результате чего на выборах в совет в сентябре 1867 года из 127 639 голосовавших было 82 907 чернокожих, а из 98 выбранных делегатов 96 были республиканцами. Меры Хэнкока позволили демократам вернуть себе влияние в штате. У Хэнкока также были разногласия с губернатором Техаса Элайшей Пизом, который жаловался, что белые жители Техаса плохо относятся к правительству, на что Хэнкок ответил, что по его мнению недовольство, если оно не выражается в нарушениях закона, находится вне компетенции государственных структур. И всё же разногласия с Грантом по некоторым вопросам заставили Хэнкока просить отставки, и 16 марта 1868 года он отбыл в Вашингтон. Его краткое пребывание на посту главы дистрикта серьёзно изменило его жизнь, превратив его в крупную политическую фигуру демократической ориентации.

### Президентские выборы 1868 года
Хэнкок вернулся в Вашингтон, где шла подготовка к президентской кампании. 20 мая Республиканская партия без долгих споров выбрала Улисса Гранта своим кандидатом в президенты, в то время как в стане демократов не было единодушия. В начале июля для выбора кандидата собрался Демократический национальный конвент. На первом голосовании Хэнкок набрал 33 голоса, оказавшись на 4-м месте после Джорджа Пендлтона, Эндрю Джонсона и Сэндфорда Чёрча. Первый тур не выявил победителя, и последовали дальнейшие голосования. Уже на втором Хэнкок занял второе место (45 голосов) и уверенно удерживал эту позицию. На 16-м голосовании он набрал 113 голосов, выйдя на 1-е место. На 18-м голосовании он набрал 144 голоса, и сложилось ощущение, что он побеждает. Но внезапно на первое место вышел Горацио Сеймур и победил, набрав в финале 317 голосов депутатов. Это вызвало эйфорию в стане республиканцев, которые опасались кандидатуры Хэнкока.

### На равнинах
4 марта 1869 года президентом стал Улисс Грант. Его отношения с Хэнкоком испортились с той поры, как Грант начал вмешиваться в дела Хэнкока в Луизиане. Уже 5 марта Грант провёл ротацию генералов, направив Хэнкока в Дакотский департамент, наименее важный из всех. В него входили штаты (и военные дистрикты) Миннесота (где командовал Сайкс), Дакота и Монтана (где командовал Тробриан). Под командованием Хэнкока оказались 15 постов, по которым был распределён 1121 человек. Хэнкок сразу объехал все посты, проверяя состояние отрядов и работу снабжения. 2 июля он встретился с вождями нескольких племён, сумев добиться их расположения.
В 1870 году лейтенант Густавус Доэн запросил у Хэнкока содействия в деле изучения региона Йеллоустоун, осуществил экспедицию и по её итогам передал Хэнкоку официальный рапорт. Хэнкок передал его в военное министерство, а оттуда в феврале 1871 года рапорт попал в Сенат. Отчасти под влиянием этого документа в 1872 году было принято решение о создании Йеллоустонского национального парка.
В ноябре 1872 года умер генерал Джордж Мид, и Хэнкок оказался старшим генерал-майором в армии. Согласно традиции, он должен был занять место Мида во главе Атлантического подразделения. Ожидалось, что Грант не допустит этого, но назначение поддержал Шерман, который стремился перевести в Дакоту Альфреда Терри, и по его совету 25 ноября Хэнкок получил эту должность, на которой ему предстояло прослужить до конца жизни. Это была спокойная должность, которая подразумевала в основном работу с бумагами, в чём Хэнкок отлично разбирался. В 1872 году он думал принять участие в президентских выборах, но в итоге не стал выставлять свою кандидатуру. Пенсильванские демократы собирались выставить Хэнкока кандидатом в губернаторы Пенсильвании на выборах 1875 года, но 28 марта умерла его дочь Ада, и он потерял всякий интерес к политике. На следующий год на президентских выборах кандидатом от республиканской партии был выдвинут бывший генерал-майор Ратерфорд Хейс, и сложилось мнение, что против него надо выдвинуть другого генерала, а именно Хэнкока. 27 июня прошло голосование, по итогам которого Хэнкок оказался третьим после Сэмюэла Тилдена и Томаса Хендрикса, но уже на втором голосовании Тилден набрал большинство и стал кандидатом в президенты от демократической партии. Впоследствии жена вспоминала, что это была кампания, к которой Хэнкок проявил больше всего интереса.

### Президентские выборы 1880 года

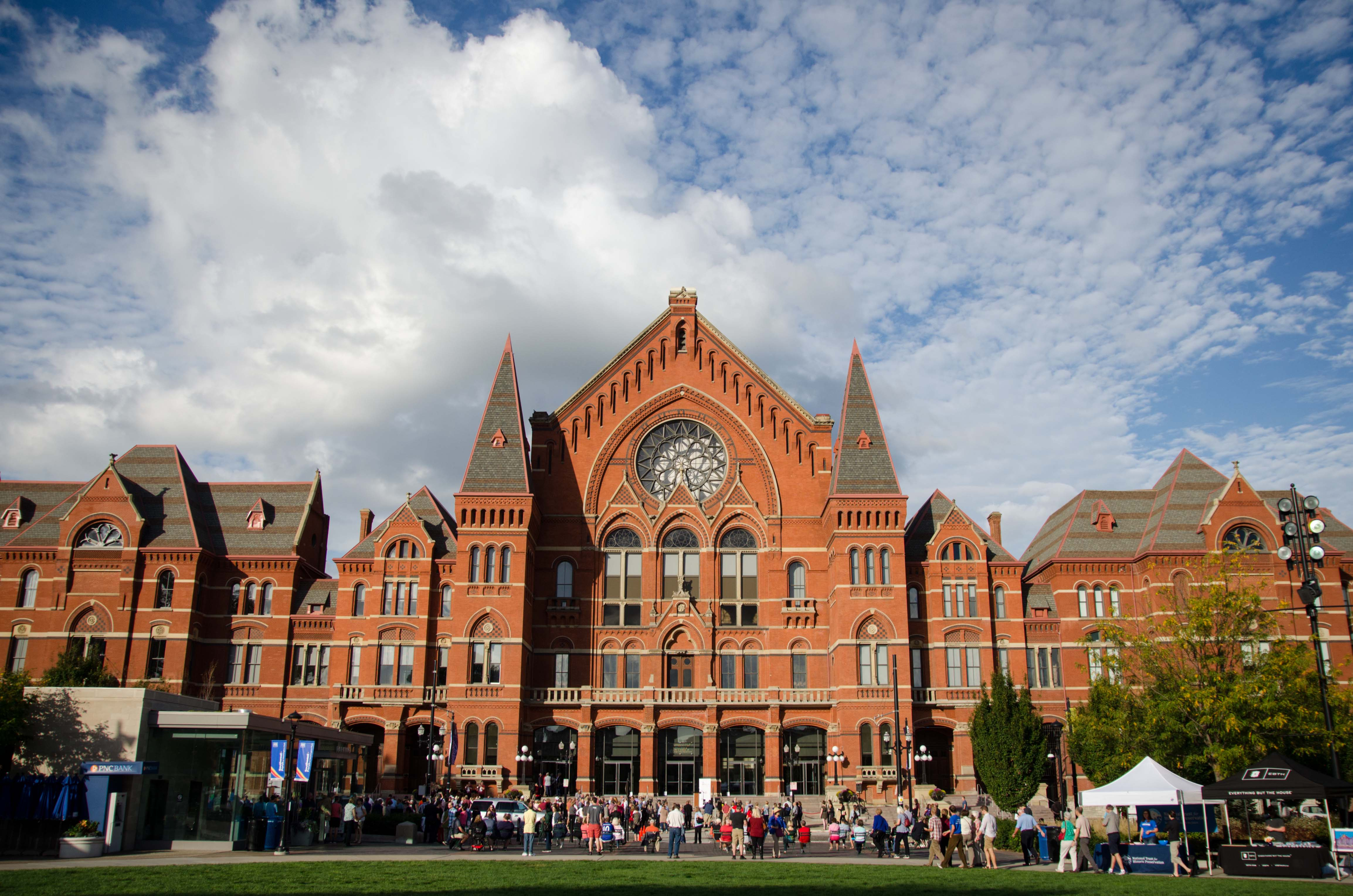
Цинциннатский Мьюзик-Холл

Выборы 1876 года оказались крайне спорными, так как Хейс победил Тилдена с крайне небольшим перевесом в коллегии выборщиков, а по результатам народного голосования даже проиграл с отрывом в несколько процентов. Из-за этого последний считался вероятным кандидатом на пост президента от демократов в 1880 году, но раскол внутри Демократической партии Нью-Йорка и поражение кандидата, пользовавшегося поддержкой Тилдена, на выборах губернатора штата в 1879 году снизили его шансы на номинацию. Самым сильным соперником Тилдена был сенатор от Делавэра Томас Баярд. К январю 1880 стало понятно, что противоречия внутри демократического лагеря слишком сильны, чтобы один из кандидатов мог считаться явным фаворитом. На фоне молчания Тилдена газеты строили теории о том, будет ли он баллотироваться в президенты на самом деле. По мере того, как шансы Тилдена и Баярда на номинацию то увеличивались, то падали, движение сторонников Хэнкока набирало обороты. Некоторые демократы сомневались, будет ли разумно партии после восьми лет правления генерала Гранта отдать номинацию другому «человеку на коне», но несмотря на это Хэнкок оставался одним из ведущих претендентов к моменту начала съезда.
Сам Хэнкок придерживался образа военного человека, который с неохотой идёт в политику, но демократы активно работали над его продвижением. Генералу было 56 лет, он выглядел солидно и считался героем Геттисберга и фронтира. На его стороне были многие ветераны войны: Уильям Франклин, Уильям Смит, Томас Килби Смит, Сен-Клер Малхолланд и другие. Незадолго до съезда демократов Республиканская партия выдвинула кандидата-«тёмную лошадку» Джеймса Гарфилда. 23 июня в Цинциннати, в здании Мьюзик-Холла собрался конвент Демократической партии. На съезде кандидатуру генерала выдвинул Дэниел Догерти из Пенсильвании, который произнёс короткую, но выразительную речь в его поддержку. Наконец настало время первого голосования: Хэнкок получил 171 голос, Томас Баярд 153, Генри Пейн 81, Аллен Турман 62, Стивен Филд 65, Уильям Моррисон 62, Томас Хендрикс 49, Сэмюэл Тилден 38, Сэмюэл Рэндалл 6. Общее количество голосов составило 738, из чего следовало, что в следующих турах голосования одному из кандидатов для победы нужно было набрать 492 голоса (тогда правила Демократической партии требовали большинства в две трети голосов для выдвижения кандидата в президенты). Так как ни один из претендентов не получил достаточной поддержки собравшихся, председатель объявил перерыв, который открыл дорогу политическим манипуляциям, в ходе которых доверенные лица ведущих кандидатов пытались склонить неопределившихся делегатов на свою сторону. Стоит отметить, что конкуренты Хэнкока в основном получили поддержку из тех штатов, которые их номинировали, и, соответственно, имели мало шансов получить большинство среди всех делегаций. Во время второго голосования спикер Палаты представителей Сэмюэл Рэндалл смог оттеснить Баярда на третье место. В то же время делегации Висконсина и Нью-Джерси неожиданно поддержали Хэнкока, после чего Пенсильвания и Нью-Йорк сделали то же самое, открыв дорогу к его выдвижению. Он получил 705 голосов, чего было достаточно для победы и таким образом официально стал кандидатом. Согласно партийным записям, когда внутрипартийная победа Хэнкока стала очевидной, «все делегаты вскочили на ноги, и рёв десяти тысяч голосов полностью заглушил военный оркестр».

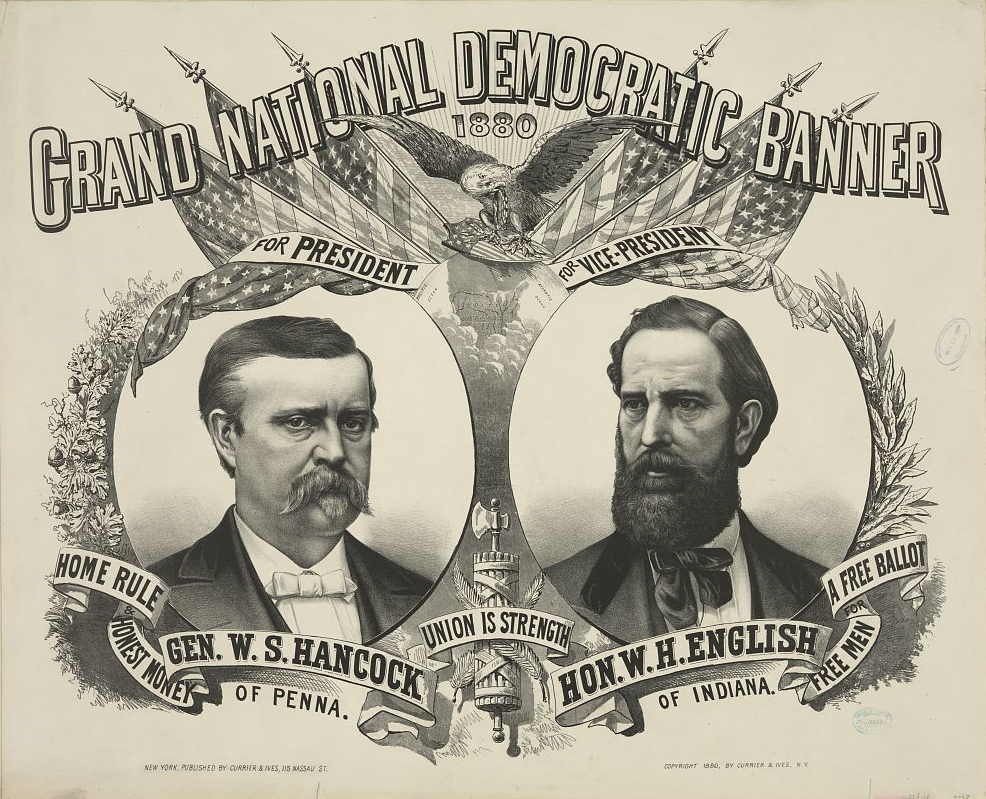
Предвыборный постер Хэнкока

После этого съезд быстро выбрал кандидатом в вице-президенты политика Уильяма Инглиша из колеблющейся Индианы в надежде получить голоса выборщиков этого штата, которые были критически важны для победы. 30 июля было опубликовано официальное согласие Хэнкока на участие в выборах. Республиканцы ухватились за отсутствие у генерала политического опыта, стремясь раскритиковать демократов, но некоторые ведущие члены правящей партии в частном порядке выразили опасения касательно его выдвижения. Статус Хэнкока как генерала Союза давал республиканцам меньше возможности «размахивать окровавленной рубашкой» и выставлять демократов сторонниками конфедератов и мятежа, как они делали на предыдущих выборах. Следуя традициям того времени, Хэнкок не участвовал в предвыборной кампании лично, а оставался на своем посту в Форт-Колумбусе на острове Говернорс в Нью-Йоркской гавани и встречался там с посетителями (как и Грант в 1868 году, Хэнкок оставался на действительной службе на протяжении всей кампании).
В ходе кампании южные штаты были в основном за Хэнкока, в то время как Средний Запад и Новая Англия поддерживали Гарфилда. Республиканская партия опасалась открыто критиковать героя Геттисберга, поэтому объявила, что не имеет ничего против него лично, а недовольна лишь политикой Демократической партии. Юг давал Хэнкоку 137 голосов выборщиков из необходимых 185, поэтому борьба шла за голоса колеблющихся штатов: Нью-Йорка и Индианы. Президентские выборы состоялись 2 ноября 1880 года, и в них приняло участие более 9-ти миллионов американцев, что означало 78 % явки — один из самых высоких показателей в американской истории. Гарфилд и Хэнкок получили приблизительно равное количество голосов избирателей (по 48 % каждый) и выиграли в одинаковом количестве штатов (по 19), но по голосам выборщиков Гарфилд получил 214 голосов против 155 у Хэнкока. На следующий день Хэнкок проснулся в 5 утра и спросил жену, кто победил. «Это было твоё Ватерлоо», — ответила Эльмира. «Ничего, я это переживу», — ответил Хэнкок, после чего перевернулся на другой бок и заснул.

### Последние дни

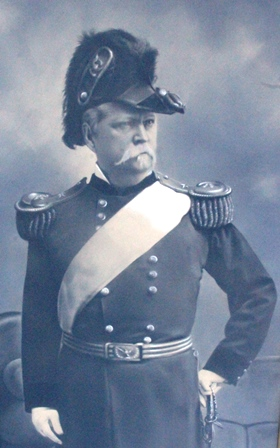
Хэнкок в 1880-е годы.

После неудачи на выборах Хэнкок ушёл из политической жизни. В 1881 году его здоровье стало ухудшаться. Ему было уже 57 лет, у него был лишний вес и некоторое количество мелких болезней. В 1879 году умерла его мать, а в 1883 году умерла мать Эльмиры, которая жила вместе с Хэнкоками. В том же году умер Уильям Митчелл, который долгие годы служил его начальником штаба. 30 декабря 1884 года в Миссисипи умер сын Хэнкока Расселл, которому было 34 года. После него осталось три ребёнка: Ада, Гвин и Эльмира. В июле 1885 года умер генерал Улисс Грант, и президент Кливленд назначил Хэнкока организатором похоронной церемонии. 8 августа он организовал траурную процессию от городской ратуши Нью-Йорка к Риверсайд-драйв и ехал во главе колонны.
В последние годы Хэнкок интересовался военной историей, комментировал статьи и мемуары, помогал в написании исторических работ о Гражданской войне, например, Фрэнсису Уокеру и Александру Уэббу. В ноябре 1885 года он впервые за 20 лет посетил Геттисберг, чтобы уточнить спорные моменты в описании хода сражения. В январе 1886 года Хэнкок прибыл в Вашингтон, где у него обнаружился нарыв на шее, который постепенно перешёл в карбункул, причинявший серьёзные боли. 8 февраля он был уже в очень плохом состоянии. Ночью 9 февраля жена находилась у его постели, и в 06:15, когда она встала, чтобы ненадолго выйти, он проследил за ней глазами и произнёс: «О, Элли, Элли! Мира! Боже…» и впал в беспамятство. Днём врачи обследовали его, подозревая, что причиной осложнений был не только карбункул. У Хэнкока обнаружили диабет, что стало неожиданностью, хотя было известно, что его отец умер от этой болезни. Врачи пришли к мнению, что он не выживет. 9 февраля в 02:55 была зафиксирована смерть.
В своём завещании Хэнкок настоял, чтобы его похоронили рядом с дочерью на кладбище Монтгомери-Семетери около Норристауна, в округе Монтгомери.

## Память

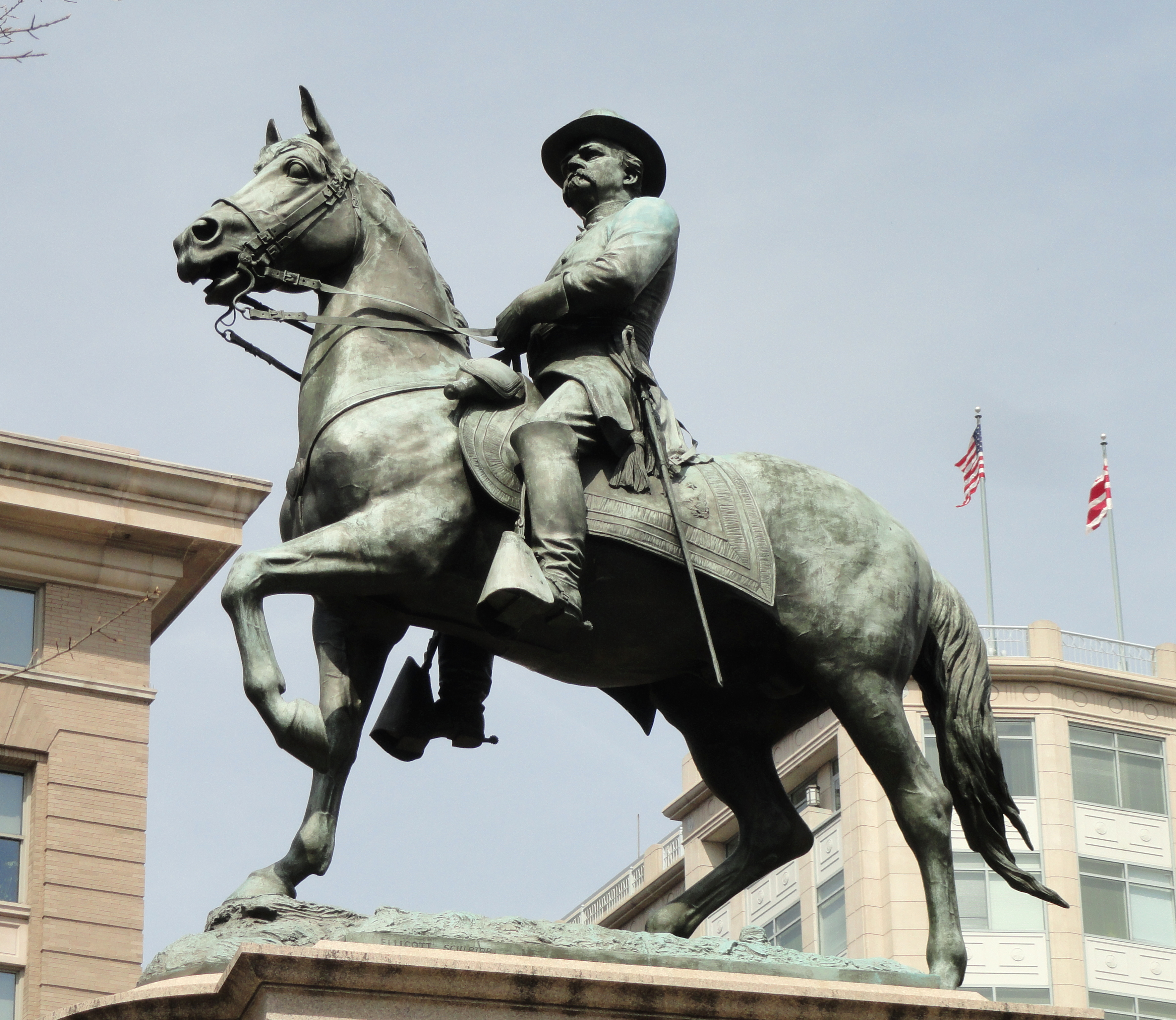
Памятник Хэнкоку в Вашингтоне

Уинфилду Хэнкоку установлено несколько памятников и мемориалов по всей стране. В 1896 году штат Пенсильвания установил его конную статую на Кладбищенском холме под Геттисбергом. В 1888 году был воздвигнут каменный монумент в том месте, где Хэнкок был ранен 3 июля 1863 года во время атаки Пикетта. В 1910 году на поле боя был открыт Пенсильванский монумент, к которому в 1913 году добавили статуи; статуя Хэнкока, авторства Кируса Эдвина Даллина, находится на восточной стороне монумента. Сцена ранения Хэнкока также изображена на барельефе на «Нью-Йоркском монументе».
В 1889 году было решено установить конную статую Хэнкока в Вашингтоне и для этих целей было собрано 50 000 долларов. 12 мая 1896 года эта статуя авторства Генри Элликотта была установлена на Пенсильвания-авеню. Статуя отлита из бронзы и установлена на постамент из мэнского гранита.
В 1910 году в Филадельфии была воздвигнута мемориальная арка, на которой установили статуи нескольких полководцев, и среди них статую Хэкока авторства скульптора Джона Уорда.
В 1881 году в Техасе был размещён военный пост Кэмп-Райс, который в 1884 году стал постоянным фортом федерального значения. 14 мая 1886 года он был переименован в Форт-Хэнкок в честь Уинфилда Хэнкока.